# 圓周率
圓周率是数学常数，等於任何圆的周长和其直径的比，一個常見的近似值等於3.14159265，常用符号{\displaystyle \pi }表示。
{\displaystyle \pi }是无理数，不能用分数表示出来（即它的小数部分是无限不循环小数），但近似{\textstyle {\frac {22}{7}}}等有理数。學界認為{\displaystyle \pi }的数字序列在统计上是随机分布，但迄今未能证明。此外，{\displaystyle \pi }还是超越数，亦即它不是任何有理系数多项式的根；化圆为方的问题不可能用尺规作图解决。
几个文明古国很早就須计算出{\displaystyle \pi }的精确值以便于生产的计算。西元5世纪，中國劉宋数学家祖冲之用几何方法将圆周率计算到小数点后7位。大约同时，印度数学家也将圆周率计算到小数点后5位。史上首條{\displaystyle \pi }的精确无穷级数公式（即π的莱布尼茨公式）直到约1000年后才由印度数学家发现。微積分出現，{\displaystyle \pi }的位數很快計到數百位，足以滿足任何科學工程的計算需求。在20和21世纪，计算机技术快速发展，{\displaystyle \pi }的计算精度急速提高。截至2024年3月，{\displaystyle \pi }的十进制精度已達105万亿位。几乎所有科学研究对{\displaystyle \pi }的精度要求都不超过几百位，当前计算{\displaystyle \pi }的值主要都为打破记录、测试超级计算机的计算能力和高精度乘法算法。:17

直徑為一的圓的周長是（3.14159265...）

{\displaystyle \pi }的定义涉及圆，在三角学和几何学的许多公式，特别是广泛应用在圆形、球形或椭球形相關公式中。在近代數學分析裡，{\displaystyle \pi }改由實數系統譜性質中的特征值或週期來定義，其他數學領域如數論、統計以及幾乎所有物理學領域均有出現，{\displaystyle \pi }的广泛用途使它成为科学界内外最广为人知的数学常数。几本专门介绍{\displaystyle \pi }的书籍经已出版，圆周率日（3月14日）和{\displaystyle \pi }值计算突破记录也往往会成为报纸的新闻头条。此外，背诵{\displaystyle \pi }值的世界记录已达10萬位。

## 基本概念

### 名称
数学家用小写希腊字母{\displaystyle \pi }表示圆周和其直径之比，有时也将其拼写为“”，来自希腊语“”（周长）的首字母。英语{\displaystyle \pi }的发音与英文单词“Pie”（/paɪ/，西式馅饼）相同。π的小写字母（或其无衬线体）在数学要和表示连乘积的大写Π相区分开。
关于选择符号{\displaystyle \pi }的原因，请参见引入π符号一节。

### 定义

圆周长略大于其直径的三倍；精确的比例称为

{\displaystyle \pi }常用定义为圆的周长{\displaystyle C}与直径{\displaystyle d}的比值：:8
{\displaystyle \pi ={\frac {C}{d}}}。
无论圆的大小如何，比值{\displaystyle {\frac {C}{d}}}为恒值。如果圆的直径变为原先的二倍，周长也变为二倍，比值{\displaystyle {\frac {C}{d}}}不变。{\displaystyle \pi }目前的定义暗地用了欧几里得几何的一些定理，虽然圆的定义可扩展到任意曲面（即非欧几里得几何），但这些圆不符合定律{\displaystyle \pi ={\frac {C}{d}}}。
这里，圆的周长指其圆周的弧长，弧长这概念可以不依赖几何学，而是用微积分学的极限来定义。例如，若想计算笛卡儿坐标系中单位圆{\displaystyle x^{2}+y^{2}=1}上半部分的弧长，需要用到积分：
{\displaystyle \pi =\int _{-1}^{1}{\frac {dx}{\sqrt {1-x^{2}}}}.}
上述积分是由卡尔·魏尔斯特拉斯于1841年对{\displaystyle \pi }的积分定义。
{\displaystyle \pi }这些依赖周长、且暗地依赖积分的定义如今在文献中并不常见。雷默特（Remmert (1991)）解释说现代教微积分時，大学一般将微分学课程安排在积分学课程之前，所以不依赖于后者的π的定义就很有必要了。其中一种定义由理查·巴爾策提出，由愛德蒙·蘭道推广，其表述如下：{\displaystyle \pi }是两倍于能使余弦函数等于零的最小正数。余弦函数可以由独立于几何之外的幂级数定义，或者使用微分方程的解来定义。
在相似的启发下，{\displaystyle \pi }可以用关于复变量{\displaystyle z}的复指数函数{\displaystyle \exp(z)}来定义。复指数类似余弦函数，可用多种方式定义。令函数{\displaystyle \exp(z)}值为一的复数集合是如下所示的（虚）等差數列：
{\displaystyle \{\dots ,-2\pi i,0,2\pi i,4\pi i,\dots \}=\{2\pi ki|k\in \mathbb {Z} \}}，
并且其中包括独特的正实数{\displaystyle \pi }。
基于同样想法但更抽象的定义运用了精巧的拓扑学和代数学概念，用以下定理描述：存在唯一的从加法模数整数组成的实数群R/Z到绝对值为1的复数组成的乘法群的连续同态（拓扑学概念，指在拓扑空间之间的一种态射）。数字π定义为此同态派生的模的一半。
周长固定，圆会围成最大面积，π同樣表述为等周不等式中出现的常数（乘四分之一）。此外，在很多其他紧密相关的方程中，π作为某些几何或者物理过程的特征值出现；详见下文。

### 无理及正规性
{\displaystyle \pi }是无理数，无法表示成两整数之比的形式（形如{\textstyle {\frac {22}{7}}}的分数常用来近似表达{\displaystyle \pi }，但是没有任何普通分数（指整数的比）可以取到{\displaystyle \pi }的精确值）。:5由于{\displaystyle \pi }是无理数，故可表示为无限不循环小数。有多种方法能证明π是无理数，这些证明也都要用到微积分学和反证法。{\displaystyle \pi }可以用有理数来近似的程度還無法準確得知（稱為無理性度量），不過估計其無理性度量比{\displaystyle e}或{\displaystyle \ln(2)}的要大，但是小於刘维尔数的無理性度量。
統計隨機性检验，包括正规数检验，可验证{\displaystyle \pi }的位數沒有明顯的固定模式。{\displaystyle \pi }的小数中任意固定长度的序列（如3位數000，001……999）出現機率都相同。不過有關{\displaystyle \pi }是正规数的猜想既無證明，亦無:22-23。
電腦出現後可生成大量{\displaystyle \pi }的不同位数，并統計分析之。金田康正詳細統計分析了{\displaystyle \pi }的十進制數字，并验证了其分布正规：例如，假設檢定0到9十個數的出現頻率，找不到有特定重复规律的證據:22, 28–30。根據無限猴子定理，任何任意長度、由隨機內容組成的子序列看起來都有可能像不隨機生成。因此，就算{\displaystyle \pi }的小数序列通過了隨機性統計測試，其中也可能有幾位的數字看起來似有规律可循而非隨機数，例如{\displaystyle \pi }的十進制写法在小數第762位后开始出现了連續六個9:3。

### 超越性

由于是超越數，不能利用尺规作图化圓為方。

{\displaystyle \pi }不仅是无理数，还是超越数，即{\displaystyle \pi }不是任何有理系数多项式的根。（比方说，试图解有限项方程{\textstyle {\frac {x^{5}}{120}}-{\frac {x^{3}}{6}}+x=0}来求{\displaystyle \pi }的值）
{\displaystyle \pi }的超越性衍生出一些重要的结果：{\displaystyle \pi }不能经有限次四则运算和开平方运算有理数来获得，因此不是规矩数。换言之，尺规作图作不出长度为{\displaystyle \pi }的线段，也就不可能用尺规方法做出与已知圆面积相等的正方形。后者即为有名的化圓為方问题，该问题早在古典时代即已提出，曾困扰人数千年之久。直至今天，依然有民间数学爱好者声称他们解决了这问题。

### 连分式
{\displaystyle \pi }像所有无理数一样无法表示成分数，但{\displaystyle \pi }等全部无理数都能表示成一系列叫连分数的连续分数形式：
{\displaystyle \pi =3+\textstyle {\frac {1}{7+\textstyle {\frac {1}{15+\textstyle {\frac {1}{1+\textstyle {\frac {1}{292+\textstyle {\frac {1}{1+\textstyle {\frac {1}{1+\textstyle {\frac {1}{1+\ddots }}}}}}}}}}}}}}}
在这连分数的任意一点截断化简，都能得到π的近似值；前四位近似值是3、{\displaystyle {\frac {22}{7}}}、{\displaystyle {\frac {333}{106}}}、{\displaystyle {\frac {355}{113}}}。这些数在历史上是{\displaystyle \pi }最广为人知且广為使用的几个近似值。用以上方式得出的{\displaystyle \pi }的近似值要比任何有相同或更小的整数分母的其他整数分数近似值更接近{\displaystyle \pi }。{\displaystyle \pi }是超越数，据定义来说它不是代數數，又因此不可能是二次無理數；是故{\displaystyle \pi }不能表示为循环连分数。尽管{\displaystyle \pi }的简单连分数没有表现出任何其他明显规律，数学家發現了数條广义连分数能表示{\displaystyle \pi }，例如：
{\displaystyle \pi =\textstyle {\cfrac {4}{1+\textstyle {\frac {1^{2}}{2+\textstyle {\frac {3^{2}}{2+\textstyle {\frac {5^{2}}{2+\textstyle {\frac {7^{2}}{2+\textstyle {\frac {9^{2}}{2+\ddots }}}}}}}}}}}}=3+\textstyle {\frac {1^{2}}{6+\textstyle {\frac {3^{2}}{6+\textstyle {\frac {5^{2}}{6+\textstyle {\frac {7^{2}}{6+\textstyle {\frac {9^{2}}{6+\ddots }}}}}}}}}}=\textstyle {\cfrac {4}{1+\textstyle {\frac {1^{2}}{3+\textstyle {\frac {2^{2}}{5+\textstyle {\frac {3^{2}}{7+\textstyle {\frac {4^{2}}{9+\ddots }}}}}}}}}}}

### 近似值
圆周率近似值包括：
- 整数：3
- 分数（依准确度顺序排列）：{\displaystyle {\frac {13}{4}}}、{\displaystyle {\frac {16}{5}}}、{\displaystyle {\frac {19}{6}}}、{\displaystyle {\frac {22}{7}}}、{\displaystyle {\frac {179}{57}}}、{\displaystyle {\frac {267}{85}}}、{\displaystyle {\frac {333}{106}}}、{\displaystyle {\frac {355}{113}}}、{\displaystyle {\frac {52163}{16604}}}、{\displaystyle {\frac {53228}{16943}}}、{\displaystyle {\frac {55358}{17621}}}、{\displaystyle {\frac {57843}{18412}}}、{\displaystyle {\frac {60328}{19203}}}、{\displaystyle {\frac {103993}{33102}}}、{\displaystyle {\frac {245850922}{78256779}}}[30]（选自 A063674 及 A063673。）
- 小數（整数后首80位）：3.14159265358979323846264338327950288419716939937510582097494459230781640628620899...[2]:240（另见 A000796）

其他进位制的近似值
- 二进制（整数后首48位）：11.001001000011111101101010100010001000010110100011…
- 十六进制（整数后首20位）：3.243F6A8885A308D31319…[2]:242
- 六十进制（整数后首20位）：3;8,29,44,0,47,25,53,7,24,57,36,17,43,4,29,7,10,3,41,17…[3][4]

### 复数与欧拉恒等式

欧拉公式给出了e的复指数与复平面上以原點为圆心的单位圆上的点之间的关系。

任何复数（以{\displaystyle z}为例）都可以表示为一组实数对：极坐标系用实数{\displaystyle r}表示半径，代表复平面上复数{\displaystyle z}离原點的距离；实数{\displaystyle \varphi }则表示夹角，即这条半径（复平面上复数{\displaystyle z}与原点的连线）与正实轴经顺时针转动的夹角。这样一来，{\displaystyle z}就可写成
{\displaystyle z=r\cdot (\cos \varphi +i\sin \varphi )}，这里{\displaystyle i}代表虛數單位，即{\displaystyle i^{2}=-1}。
复分析中，欧拉公式将三角函数与复指数函数糅合在一起：
{\displaystyle e^{i\varphi }=\cos \varphi +i\sin \varphi }，这里数学常数e是自然對數的底数。
欧拉公式确立了{\displaystyle e}的复指数与复平面上以原点为圆心的单位圆上的点之间的关系，而且当{\displaystyle \varphi =\pi }时，欧拉公式就能改写为歐拉恆等式的形式：
{\displaystyle {{{e}^{{i}\,{\pi }}}+{1}}=0}。此等式亦稱“最奇妙的数学公式”（英語：the most remarkable formula in mathematics），全因它将五个最基本的数学常数简洁联系起来。
欧拉等式亦可用于求出方程{\displaystyle z^{n}=1}的{\displaystyle n}个不同复数根（这些根叫做{\displaystyle n}次单位根”），可以根据以下公式求得：
{\displaystyle e^{\frac {2\pi ik}{n}}\qquad (k=0,1,2,\dots ,n-1)}。

### 谱特征
{\displaystyle \pi }常出现在有关几何的问题中。然而，不少和几何无关的问题也可看到{\displaystyle \pi }的身影。
{\displaystyle \pi }在許多用處中都會以特征值形式出現。例如理想的振動弦問題可以建模為函數{\displaystyle f}在單位區間{\displaystyle [0,1]}的圖形，固定邊界值为{\displaystyle f(0)=f(1)=0}。弦振動的模態會是微分方程的{\displaystyle f^{n}(x)+\lambda ^{2}f(x)=0}，此處λ是相關的特徵值。受施图姆－刘维尔理论限制，{\displaystyle \lambda }只能是一些特定的數值。而{\displaystyle \lambda =\pi }即為一個特征值，因為函數{\displaystyle f(x)=\sin(\pi x)}滿足邊界條件及微分方程{\displaystyle \lambda =\pi }。
{\displaystyle \pi }是上述方程的最小特征值，也和弦振動的基本模式有關。一種讓弦振動的方式是提供弦能量，能量會滿足維廷格函數不等式，其中提到若函數{\displaystyle f:[0,1]\rightarrow \mathbb {C} }使得{\displaystyle f(0)=f(1)=0}，且{\displaystyle f}和{\displaystyle f'}都是平方可積函數，則以下的不等式成立：
{\displaystyle \pi ^{2}\int _{0}^{1}|f(x)|^{2}\,dx\leq \int _{0}^{1}|f'(x)|^{2}\,dx,}

震盪弦的泛音是二次微分的本徵函數，會形成泛音列。對應的本徵值會形成由π整數倍組成的等差数列

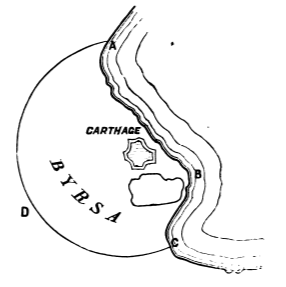
依照第一代开尔文男爵威廉·汤姆森所述的一篇傳說，古迦太基城的外形是等周長問題的一項解。這些包圍著海的區域由迦太基女王狄多所圍，城不靠海的邊界須用指定大小的牛皮圍住，後來是將牛皮剪成小段

此例中等號成立的條件恰好是{\displaystyle f}為{\displaystyle \sin(\pi x)}倍數的時候。因此{\displaystyle \pi }似乎是維爾丁格不等式的最佳常數，也是最小的特征值（根據雷利商數的計算方式）
{\displaystyle \pi }在更高維度的分析也有類似的角色，出現在其他類似問題的特徵值中。就如以上所述，{\displaystyle \pi }的一項特點是等周定理中的最佳常數：周長為{\displaystyle P}的平面若尔当曲线，所圍面積{\displaystyle A}滿足以下的不等式
{\displaystyle 4\pi A\leq P^{2}}，
{\displaystyle A=\pi r^{2}}及{\displaystyle P=2\pi r}，故等號成立的條件是曲线為圓形。
圓周率{\displaystyle \pi }也和庞加莱不等式的最佳常數有關，{\displaystyle \pi }是一維及二維的狄氏能量特征向量最佳值中最小，會出現在許多經典的物理現象中，例如經典的位势论。其一維的情形即為維廷格不等式。
圓周率{\displaystyle \pi }也是傅里叶变换的重要常數，傅里叶变换屬於积分变换，將實數線上有複數值、可積分的函數，轉換為以下形式：
{\displaystyle {\hat {f}}(\xi )=\int _{-\infty }^{\infty }f(x)e^{-2\pi ix\xi }\,dx.}
傅里叶变换有幾種不同的寫法，但不論怎麼寫，傅里叶变换及反傅里叶变换中，一定會有某處出現{\displaystyle \pi }。不過上述的定義是最經典的，因為其描述了L2空間中唯一的幺正算符，也是{\displaystyle L^{1}}空間到{\displaystyle L^{\infty }}空間的代數同態。
不确定性原理也用到{\displaystyle \pi }。不确定性原理提出了可以將函數在空間及在頻域中局部化程度的下限，用傅立葉轉換的方式表示：
{\displaystyle \int _{-\infty }^{\infty }x^{2}|f(x)|^{2}\,dx\ \int _{-\infty }^{\infty }\xi ^{2}|{\hat {f}}(\xi )|^{2}\,d\xi \geq \left({\frac {1}{4\pi }}\int _{-\infty }^{\infty }|f(x)|^{2}\,dx\right)^{2}}。
物理的結果，有關量子力学中同時觀測位置及動量的不確定性，見下文。傅立葉分析中出現{\displaystyle \pi }是史東－凡紐曼定理的結果，證實了海森伯群的薛定諤表示是唯一。

### 高斯积分

高斯函数的图像，函数下方与X轴围成的阴影部分面积为。

高斯积分是对高斯函数{\displaystyle e^{-x^{2}}}在整条实轴上的积分，即函数下方与X轴围成的面积，其结果为{\displaystyle {\sqrt {\pi }}}，
{\displaystyle \int _{-\infty }^{\infty }e^{-x^{2}}\,dx={\sqrt {\pi }}}
此积分的计算可以先计算{\displaystyle f(x)=e^{-x^{2}}}对整条实轴的积分的平方，通过转换笛卡尔坐标系为极坐标系从而求得
{\displaystyle \left(\int _{-\infty }^{\infty }e^{-x^{2}}\,dx\right)^{2}=\iint _{\mathbf {R} ^{2}}e^{-(x^{2}+y^{2})}\,dxdy=\int _{0}^{2\pi }\int _{0}^{\infty }e^{-r^{2}}r\,dr\,d\theta =\pi }
其他计算方法可参阅高斯积分。高斯函数更一般的形式为{\textstyle f(x)=a\exp {\frac {-(x-b)^{2}}{2c^{2}}}}，求一般形式的高斯积分均可通过换元积分法转化为求{\textstyle f(x)=e^{-x^{2}}}的积分。
另外，当高斯函数为以下形式时，它则是平均数为{\displaystyle \mu }和標準差为{\displaystyle \sigma }的正态分布的機率密度函數：
{\displaystyle f(x)={1 \over \sigma {\sqrt {2\pi }}}\,\exp {\frac {-(x-\mu )^{2}}{2\sigma ^{2}}}}
这函数是概率密度函数，函数下方与X轴围成的面积必须为1，令{\displaystyle \mu =0}和{\displaystyle \sigma =1}即可变换得出{\textstyle \int _{-\infty }^{\infty }e^{-x^{2}}\,dx={\sqrt {\pi }}}。概率论与统计学领域经常使用正态分布来作为复杂现象的简单模型：例如科学家通常假设大多数试验观测值的随机误差都是服从正态分布。

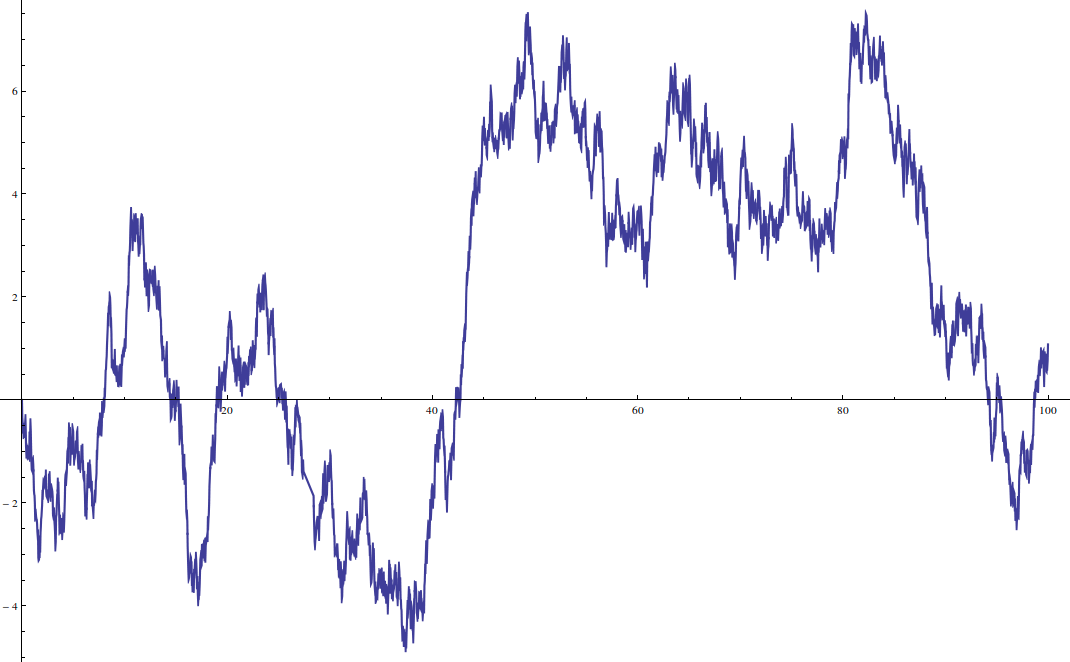
由一维布朗运动的反正弦定律，可以通过试验正信号相对于负信号领先权过零点的分布反过来推算

概率论与统计学中的中心极限定理解释了正态分布以及{\displaystyle \pi }的核心作用，这定理本质上是联系着{\displaystyle \pi }的谱特征与海森堡不确定性原理相关的特征值，并且在不确定性原理中有
{\displaystyle \sigma _{x}\sigma _{p}\geq {\frac {\hbar }{2}}}，
这里的{\displaystyle \sigma _{x}}與{\displaystyle \sigma _{p}}分別為位置與動量的標準差，{\displaystyle \hbar }是約化普朗克常数，而不等式的等号当且仅当粒子的波函数为高斯函数使成立。
同样地，{\displaystyle \pi }作为唯一独特的常数使得高斯函数等于其自身的傅里叶变换，此时的高斯函数形式为{\displaystyle f(x)=e^{-\pi x^{2}}}。根据豪（Howe）的说法，建立傅里叶分析基本定理的“全部工作（whole business）”简化为高斯积分。

## 历史

### 远古时期
圓周率在远古时期（西元前一千纪）已估算至前两位（3.1）。有些埃及學家聲稱，遠至古王國時期時期的古埃及人已經用{\textstyle {\frac {22}{7}}}作為圓周率的約數，但這說法受到質疑。
最早有記載的对圓周率估值在古埃及和巴比伦出现，兩估值都与圆周率的正确数值相差不到百分之一。巴比伦曾出土一塊西元前1900至1600年的泥板，泥板上的幾何學陳述暗示人们当时把圓周率視同{\textstyle {\frac {25}{8}}}（等於3.125）。:167埃及的莱因德数学纸草书（鉴定撰寫年份為西元前1650年，但抄自一份西元前1850年的文本）載有用作計算圓面積的公式，该公式中圓周率等于{\textstyle ({\frac {16}{9}})^{2}}（≈3.1605）。:167
西元前4世紀的《百道梵書》的天文學運算把{\textstyle {\frac {339}{108}}}（≈3.139，精确到99.91%）用作圓周率估值。西元前150年前其他印度文獻把圓周率視為{\textstyle {\sqrt {10}}}（≈3.1622）:169。

### 割圆时代

可以透過計算圓的外切多邊形及內接多邊形周長來估算

第一條有紀錄、嚴謹計算{\displaystyle \pi }數值的演算法是用正多邊形的幾何算法，在西元前250年由希臘數學家阿基米德發明。:170這算法用了有一千年之久，因而有時{\displaystyle \pi }亦稱阿基米德常數。:175、205阿基米德的算法是在計算圓的外切正六邊形及內接正六邊形的邊長，以此計算{\displaystyle \pi }的上限及下限，之後再將六邊形變成十二邊形，繼續計算邊長，一直計到正96邊形為止。他根據多邊形的邊長證明{\textstyle {\frac {223}{71}}<\pi <{\frac {22}{7}}}（也就是{\textstyle 3.1408<\pi <3.1429}）。阿基米德得到的上限{\textstyle {\frac {22}{7}}}也造成常見誤解，認為{\displaystyle \pi }就等於{\textstyle {\frac {22}{7}}}:171。在西元前150年，希臘羅馬的科學家克劳狄乌斯·托勒密在《天文学大成》一書中提到{\displaystyle \pi }的數值是3.1416，可能來自阿基米德，也可能來自阿波罗尼奥斯。:176數學家在1630年利用多邊形的方式計算{\displaystyle \pi }到第39位小數，一直到1699年，其他數學家才利用無窮級數的方式打破其紀錄，計算到第71位小數。

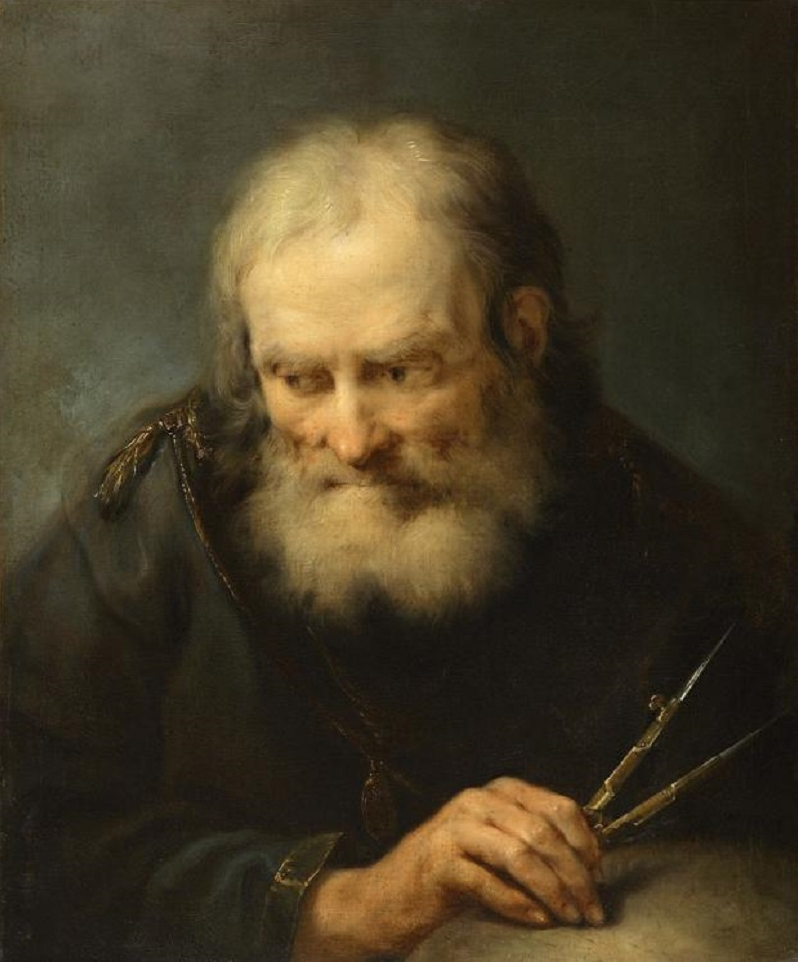
阿基米德發展了用多邊形近似π的計算方式

中国历史上，{\displaystyle \pi }的數值有3、3.1547（西元前一世紀）、{\displaystyle {\sqrt {10}}}（西元前100年，數值約3.1623）及{\textstyle {\frac {142}{45}}}（第三世紀，數值約3.1556）:176–177。大約在西元265年，曹魏數學家刘徽創立割圆术，用正3072邊形計算出π的數值為3.1416。:177他後來又發明了較快的算法，利用邊數差兩倍的正多邊形，其面積的差值會形成等比數列，其公比為{\textstyle {\frac {1}{4}}}的原理，配合96邊形算出{\displaystyle \pi }的值為3.14。祖冲之在西元480年利用割圆术計算12288邊形邊長，得到{\displaystyle \pi }的值在3.1415926和3.1415927之间。他同时提出了π的约率{\textstyle {\frac {22}{7}}}和密率{\textstyle {\frac {355}{113}}}。在之後的八百年內，這都是π最準確的估計值。:178為紀念祖沖之對圓周率發展的貢獻，日本數學家三上義夫將這推算值命名為“祖沖之圓周率”，簡稱“祖率”。
印度天文學家阿耶波多在西元499年的著作《阿里亞哈塔曆書》中使用了3.1416的數值。:179斐波那契在大約1220年用獨立於阿基米德多邊形法，計算出3.1418:180。義大利作家但丁·阿利吉耶里用的數值則是{\textstyle 3+{\frac {\sqrt {2}}{10}}\approx 3.14142}。:180
波斯天文學家卡西在1424年利用3×228邊的多邊形，計算到六十進制的第9位小數，相當十進制的第16位小數。這一突破成為當時的紀錄，延續了約180年。法國數學家弗朗索瓦·韦达在1579年用3×217邊形計算到第9位小數，佛蘭芒數學家阿德里安·范·羅門在1593年計算到第15位小數。荷蘭數學家鲁道夫·范·科伊伦在1596年計算到第20位小數，他之後又計算到第35位小數（因此在二十世紀初之前，圓周率在德國會稱為鲁道夫數）。:182–183荷蘭科學家威理博·司乃耳在1621年計算到第34位小數:183，而奧地利天文學家克里斯托夫·格林伯格在1630年用1040邊形計算到第38位小數，至今這仍是利用多邊形算法可以達到最準確的結果:183。

### 无穷级数
16及17世紀時，開始改用無窮级数的方式去計{\displaystyle \pi }。無窮级数是一組無窮數列的和:185–191。無窮级数讓數學家可以計算出比阿基米德以及其他用幾何方式計算的數學家更準確的結果。:185–191雖然詹姆斯·格雷果里及戈特弗里德·莱布尼茨等歐洲數學家利用無窮數列計算π而使得该方法为大家所知，但这种方法最早是由印度科學家在大約1400到1500年之間發現。:185-186第一個记载用無窮级数計算{\displaystyle \pi }的人是约西元1500年左右时，印度天文學家尼拉卡莎·薩默亞士在他的著作《系統匯編》中用梵語詩所記錄。當時沒有這數列對應的證明，而證明出現在另一本較晚的印度作品《基本原理》，年代約在西元1530年。尼拉卡莎將該數列歸功於更早期的印度數學家桑加馬格拉馬的馬德哈瓦（1350–1425）。相關的無窮级数有許多，包括有關{\displaystyle \sin }、{\displaystyle \tan }及{\displaystyle \cos }的，現在稱為馬德哈瓦數列或π的莱布尼茨公式。瑪達瓦在1400年用無窮级数計算{\displaystyle \pi }到第11位小數，但在1430年一位波斯數學家卡西利用多邊形算法否定了他算的結果。

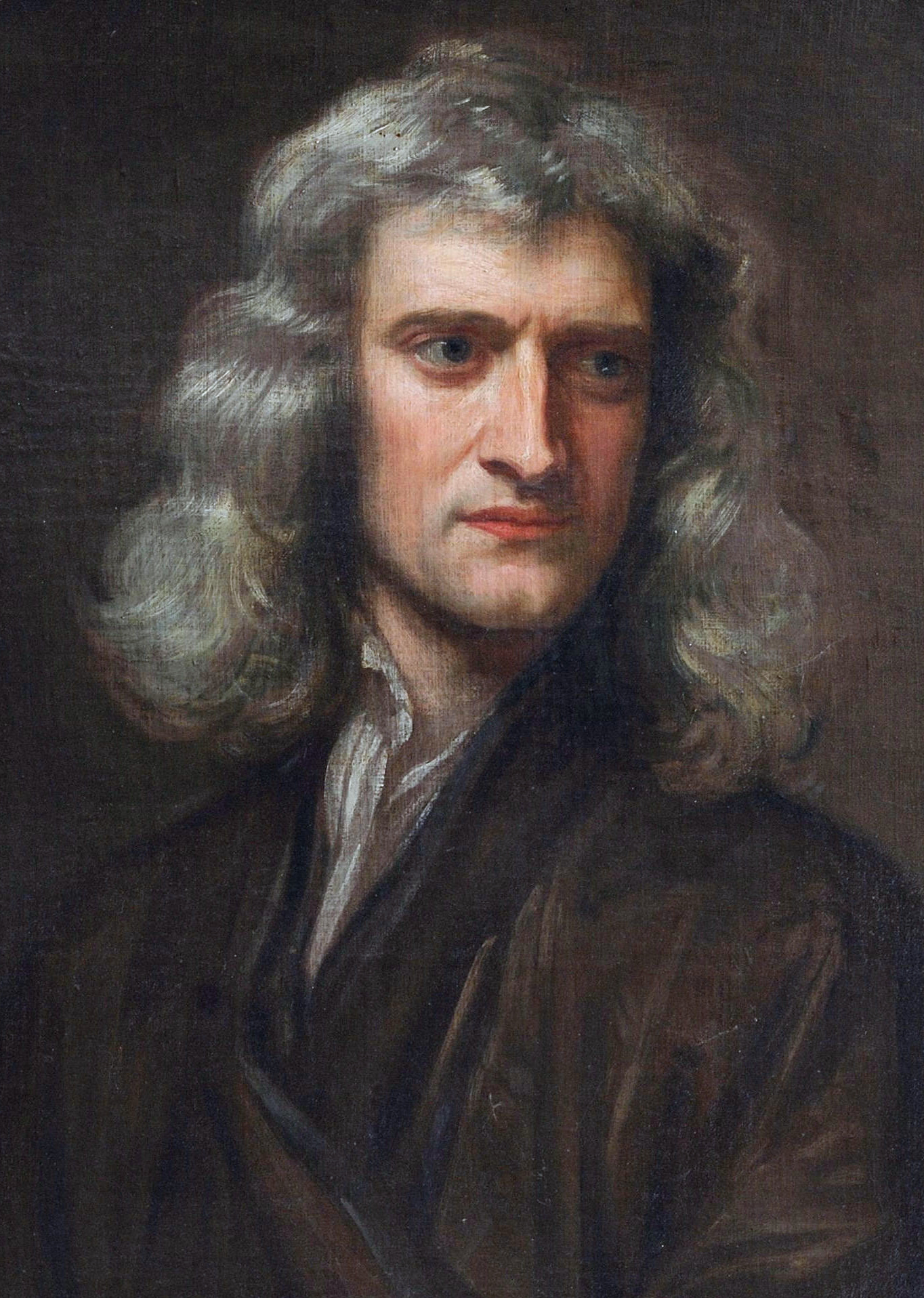
艾萨克·牛顿利用無窮级数計算π到第15位，後來寫道：「我很羞愧的告訴你我為了這個計算用了多少個數字。」

歐洲發現的第一條無窮項圓周率公式是無窮乘積（和一般用來計算{\displaystyle \pi }的無窮級數不同），由法國科學家弗朗索瓦·韦达在1593年發現:187：
{\displaystyle {\frac {2}{\pi }}={\frac {\sqrt {2}}{2}}\cdot {\frac {\sqrt {2+{\sqrt {2}}}}{2}}\cdot {\frac {\sqrt {2+{\sqrt {2+{\sqrt {2}}}}}}{2}}\cdots }
約翰·沃利斯在1655年發現了沃利斯乘积，是歐洲發現的第二條無窮項圓周率公式:187：
{\displaystyle {\frac {\pi }{2}}={\frac {2}{1}}\cdot {\frac {2}{3}}\cdot {\frac {4}{3}}\cdot {\frac {4}{5}}\cdot {\frac {6}{5}}\cdot {\frac {6}{7}}\cdot {\frac {8}{7}}\cdot {\frac {8}{9}}\cdots }
微积分学由英國科學家艾萨克·牛顿及德國數學家戈特弗里德·莱布尼茨在1660年代發明，許多計{\displaystyle \pi }的無窮級數出現。牛頓自己就用反正弦（{\displaystyle \arcsin }）數列在1655年或1666年將{\displaystyle \pi }近似到第15位小數，後來寫到「我很羞愧告訴你我為了計算它用了多少數字，我當時沒有做其他事。」
蘇格蘭數學家詹姆斯·格雷果里在1671年發現了馬德哈瓦公式，莱布尼茨也在1674年發現：:188–189
{\displaystyle \arctan z=z-{\frac {z^{3}}{3}}+{\frac {z^{5}}{5}}-{\frac {z^{7}}{7}}+\cdots }
這公式即為格雷果里－莱布尼茨公式，在{\displaystyle z=1}時數值為{\displaystyle {\frac {\pi }{4}}}。1699年時英國數學家亚伯拉罕·夏普用格雷果里－莱布尼茨公式，在{\displaystyle z={\frac {1}{\sqrt {3}}}}時計算，計算到π的第71位小數，打破由多邊形算法得到的第39位小數的记录。:189格雷果里－莱布尼茨公式在{\displaystyle z=1}時非常簡單，但收斂到最終值的速度非常慢，現在不会再用此公式來計π。:156
約翰·梅欽在1706年用格雷果里－莱布尼茨級數產生了可以快速收斂的公式：:192–193
{\displaystyle {\frac {\pi }{4}}=4\,\arctan {\frac {1}{5}}-\arctan {\frac {1}{239}}}
梅欽用這公式計到{\displaystyle \pi }第100位小數:72–74後來其他數學家也發展了一些類似公式，現在稱為梅欽類公式，創下了許多計算{\displaystyle \pi }位數的紀錄。:72–74在進入電腦時代時，梅欽類公式仍然是耳熟能详可以計算{\displaystyle \pi }的公式，而且在约250年的时间里，很多有關{\displaystyle \pi }位數的紀錄都是梅欽類公式所得，比如在1946年時由達尼爾·弗格森（Daniel Ferguson）用這類公式計到第620位小數，是沒有計算設備輔助的最佳紀錄。:192–196, 205
1844年，計算天才扎卡里亞斯·達斯在德國數學家卡爾·弗里德里希·高斯的要求下以梅欽類公式心算了{\displaystyle \pi }的200位小數，並創下紀錄。:194-196英國數學家威廉·謝克斯花了15年的時間計算{\displaystyle \pi }到小數707位，不過第528位小數出錯，後面的小數也都不正確。:194–196

#### 收敛速度
有些{\displaystyle \pi }的無窮級數收斂的比其他級數要快，數學家一般會選用收斂速度較快的級數，可以在較少的計算量下計算{\displaystyle \pi }，且達到需要的準確度:15–17, 70–72, 104, 156, 192–197, 201–202。以下是{\displaystyle \pi }的莱布尼茨公式：:69–72
{\displaystyle \pi ={\frac {4}{1}}-{\frac {4}{3}}+{\frac {4}{5}}-{\frac {4}{7}}+{\frac {4}{9}}-{\frac {4}{11}}+{\frac {4}{13}}-\cdots }
隨著一項一項的值加入總和中，只要項次夠多，總和最後會慢慢接近π。不過此數列的收斂速度很慢，要到50萬項之後，才會精確到{\displaystyle \pi }的第五位小數。
尼拉卡莎在15世紀發展了{\displaystyle \pi }的另一條無窮級數，收斂速度比格雷果里－萊布尼茨公式快很多：
{\displaystyle \pi =3+{\frac {4}{2\times 3\times 4}}-{\frac {4}{4\times 5\times 6}}+{\frac {4}{6\times 7\times 8}}-{\frac {4}{8\times 9\times 10}}+\cdots }
以下比較兩條級數的收斂速率：
| {\displaystyle \pi }的無窮級數 | 第1項  | 前2項   | 前3項   | 前4項   | 前5項   | 收斂到  |
| --- | ------ | ------- | ------- | ------- | ------- | ------- |
| {\displaystyle \pi ={\frac {4}{1}}-{\frac {4}{3}}+{\frac {4}{5}}-{\frac {4}{7}}+{\frac {4}{9}}-{\frac {4}{11}}+{\frac {4}{13}}\cdots .} | 4.0000 | 2.6666… | 3.4666… | 2.8952… | 3.3396… | 3.1415… |
| {\displaystyle \pi ={3}+{\frac {4}{2\times 3\times 4}}-{\frac {4}{4\times 5\times 6}}+{\frac {4}{6\times 7\times 8}}\cdots .}           | 3.0000 | 3.1666… | 3.1333… | 3.1452… | 3.1396… | 3.1415… |

計算前五項後，格雷果里－萊布尼茨級數的和跟{\displaystyle \pi }的誤差為0.2，而尼拉卡莎級數和的誤差為0.002。尼拉卡莎級數收斂快很多，也甚為適合用來計{\displaystyle \pi }的值。收斂更快的級數有梅欽類公式及楚德诺夫斯基算法，後者每計一項就可以得到14位正確的小數位。

### 无理与超越性
并非所有和{\displaystyle \pi }有关的研究都旨在提高计算它的准确度。1735年，欧拉解决了巴塞尔问题，建立了所有平方数倒数和与{\displaystyle \pi }的关系。之后欧拉发现了欧拉乘积公式，得到了{\displaystyle \pi }、素数的重要關聯，對日後黎曼ζ函數的研究影響深遠。
{\displaystyle {\frac {\pi ^{2}}{6}}={\frac {1}{1^{2}}}+{\frac {1}{2^{2}}}+{\frac {1}{3^{2}}}+{\frac {1}{4^{2}}}+\cdots }
1761年，瑞士数学家约翰·海因里希·朗伯用正切函数的无穷连分数表达式证明了{\displaystyle \pi }是無理數。:51794年，法国数学家阿德里安－马里·勒让德证明了{\displaystyle \pi ^{2}}也是无理数。1882年，德国数学家费迪南德·冯·林德曼证明了对任何非零代数数{\displaystyle \alpha }，{\displaystyle e^{\alpha }}都是超越数，该结论后来由魏尔斯特拉斯推广为林德曼－魏尔斯特拉斯定理。据此定理和欧拉公式，π只能是超越數，進而证实了勒让德和欧拉提出的π超越性猜想。:196哈代在其著作《数论导引》中则称此证明在提出後，經過希尔伯特、施瓦兹和其他一些人化简过。

### 引入π{\displaystyle \pi }符号

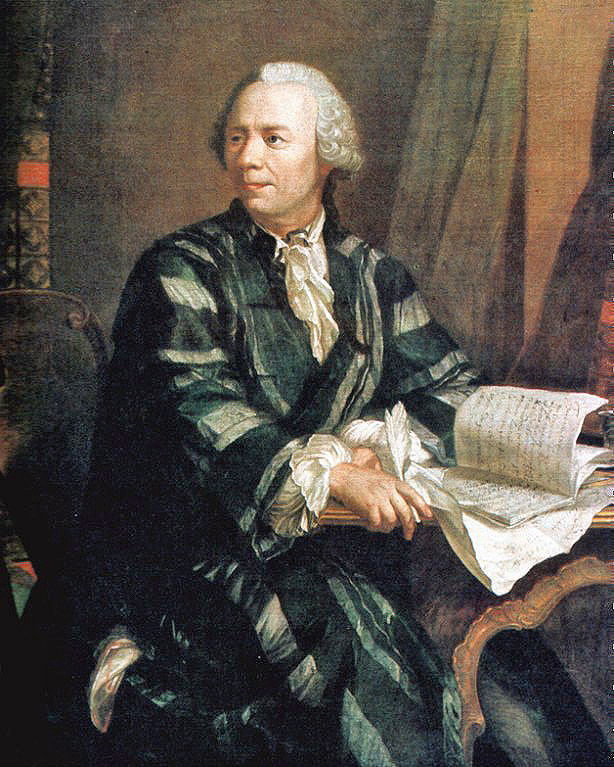
萊昂哈德·歐拉在他1736年到1748年的作品中開始用希臘字母表示圓周率，數學界也開始廣為使用

在用{\displaystyle \pi }专指“圆周率”之前，希腊字母即已用於幾何概念中:166。威廉·奥特雷德在1647年起在《數學之鑰》（Clavis Mathematicae）就已經用{\displaystyle \pi }及{\displaystyle \delta }（對應p和d的希臘字母）來表示圓的周長及直徑的比例。
威廉·琼斯在他1706年出版的《新數學導論》（A New Introduction to the Mathematics）提到了{\displaystyle \pi }，是目前已知最早专门用希臘字母{\displaystyle \pi }表示圓周和其直徑比例的人。這希臘字母第一次出现是在书中討論一塊半徑1的圓時提到「其圓周長一半（{\displaystyle \pi }）」。琼斯選用{\displaystyle \pi }可能因它是希臘文“周边”一词“”的首字母。不過琼斯提到，他那些有關{\displaystyle \pi }的算式出自「真正聰明的約翰·梅欽先生」，人们推測在瓊斯之前，約翰·梅欽就已开始用{\displaystyle \pi }表示圓周率:166。
瓊斯在1706年開始使用此希臘字母，但直到萊昂哈德·歐拉在其1736年出版的《力學》中開始使用之后，其他数学家才纷纷开始用{\displaystyle \pi }指代圆周率。在此之前，數字家可能用像c或p之類的字母代表圓周率:166。歐拉與歐洲其他數學家间时常互相写信来往，{\displaystyle \pi }的用法迅速傳播开来:166。1748年歐拉在他的《无穷小分析引论》再一次提到了{\displaystyle \pi }，写道：「簡潔起見，我們將此數字寫為{\displaystyle \pi }，{\displaystyle \pi }等於半徑為1的圓周長的一半。」这表示方式之後也推展到整片西方世界:166。

## 现代数值近似

### 计算机时代与迭代算法
{\displaystyle \scriptstyle a_{0}=1\quad b_{0}={\frac {1}{\sqrt {2}}}\quad t_{0}={\frac {1}{4}}\quad p_{0}=1}
迭代計算:{\displaystyle \scriptstyle a_{n+1}={\frac {a_{n}+b_{n}}{2}}\quad \quad b_{n+1}={\sqrt {a_{n}b_{n}}}}
{\displaystyle \scriptstyle t_{n+1}=t_{n}-p_{n}(a_{n}-a_{n+1})^{2}\quad \quad p_{n+1}=2p_{n}}
則π的估計值為
{\displaystyle \scriptstyle \pi \approx {\frac {(a_{n}+b_{n})^{2}}{4t_{n}}}}

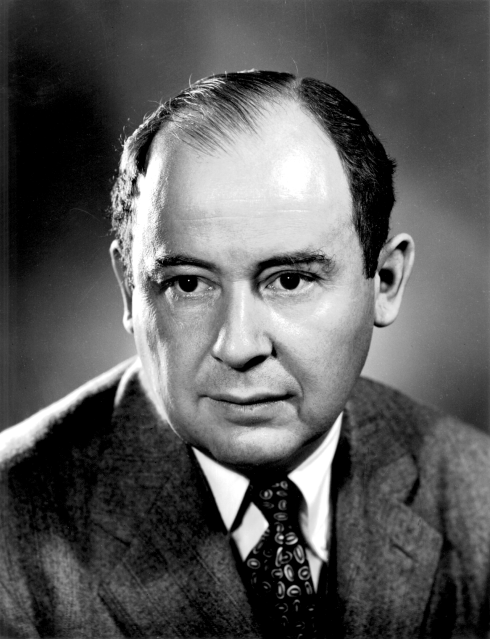
约翰·冯·诺伊曼所屬的團隊是用數位計算機ENIAC來計π的第一隊

二十世紀中期计算机技术发展、革新再次引发了計算π位數的熱潮。美國數學家约翰·伦奇及李維·史密斯在1949年用桌上型計算機計算到1120位:205。同年，喬治·韋斯納（George Reitwiesner）及约翰·冯·诺伊曼帶領的團隊利用反三角函数（arctan）的無窮級數，用ENIAC計算到了小數後2037位，花了70小時的電腦工作時間。這紀錄後來多次由其他透過arctan級數计算出的結果打破（1957年到7480位小數，1958年到第一萬位數，1961年到第十萬位小數），直到1973年，小数点后第一百萬位小數經已算出:197。
1980年代有两项發明加速計算了π。第一项是發现了新的迭代法去计π的值，計算速度比無窮級數快很多；另一项是發现了可以快速計算大數字乘積的乘法演算法:15–17。電腦大部分的工作時間都是在計乘法，這類演算法對現代計π格外重要:131。這類演算法包括嘉良對馬（Karatsuba）算法、譚曲（Toom－Cook）乘法及以傅里叶变换為基礎的乘法演算法（傅里叶乘法）:132, 140。
迭代演算法最早是在1975年至1976年间分别由美國物理學家尤金·薩拉明及奧地利科學家理查·布蘭特独立提出:87。這两條演算法没有依赖無窮級數來計算。迭代會重覆特定計算，将前一次的計算結果作为這一次的輸入值，使得計算結果漸漸的趨近理想值。此方式的原始版本其實是在160年前由卡爾·弗里德里希·高斯提出，現在稱為算术－几何平均数算法（AGM法）或高斯－勒让德算法:87。薩拉明及布蘭特都曾修改之，这算法也稱為薩拉明－布蘭特演算法。
迭代演算法收斂速度比無窮級數快很多，在1980年代以後廣為使用。無窮級數隨著項次的增加，一般來說正確的位數也會增加幾位，但迭代演算法每計算多一次，正確位數會呈几何级数增长。例如薩拉明－布蘭特演算法每計算多一次，正確位數會是之前的二倍。1984年加拿大人喬納森·波温及彼得·波温提出迭代演算法，每計算多一次，正確位數會是之前的四倍，1987年時有另一條迭代演算法，每計算多一次，正確位數會是之前的五倍。日本數學家金田康正使用的演算法在1955年及2002年間創下了若干項紀錄。不過迭代演算法的快速收斂也有其代價，需要的記憶體明顯比無窮級數多。

### 计算π{\displaystyle \pi }的意义

當數學家發現新的算法、電腦變得普及时，的已知小數位急剧增加。注意垂直坐标使用了对数坐标。

一般而言，{\displaystyle \pi }值并不需要过于精确便能够满足大部分数学运算的需求。按照約·安（Jörg Arndt）及古里斯佗夫·希奴（Christoph Haenel）的计算，39位精確度已可将可觀測宇宙圆周的精确度準確至一粒原子大小，足以運算絕大多數宇宙学的计算需求。尽管如此，和π有關的成就往往成為世界各地的新聞頭條；部分人出于對破紀錄的冲动，依然奋力算出π小数点后上千甚至上百萬位:17–19。此外也有測試超级计算机、測試数值分析算法（包括高精度乘法算法）等實際好處。純粹數學這领域也能计算π的位数评定其隨機度:18。

### 快速收敛级数

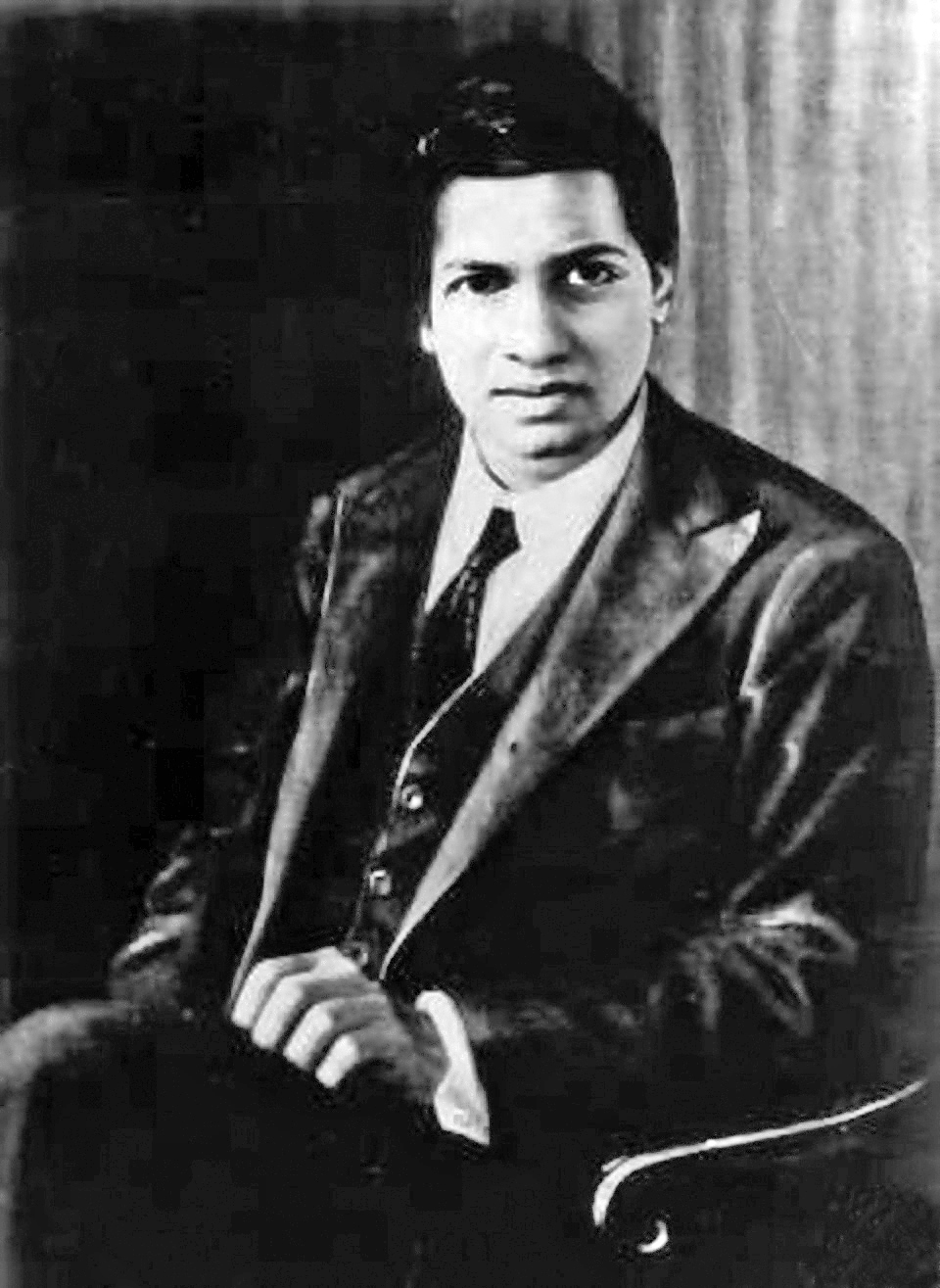
斯里尼瓦瑟·拉马努金的肖像，他在印度独立工作时提出了许多计算π的新颖数列。

现代计算{\displaystyle \pi }的程序不仅局限于迭代算法。20世纪80与90年代，出现了可用来计算{\displaystyle \pi }的新无穷级数，其收敛速度可与迭代算法媲美，而又有着复杂度、内存密集度更低的优势。印度数学家斯里尼瓦瑟·拉马努金是这方面的先驱，他在1914年发表了许多与π相关的公式，这些公式十分新颖，极为优雅而又颇具数学深度，收敛速度也非常快。:103–104下式即为一例，其中用到了模方程：
{\displaystyle {\frac {1}{\pi }}={\frac {2{\sqrt {2}}}{9801}}\sum _{k=0}^{\infty }{\frac {(4k)!(1103+26390k)}{k!^{4}(396^{4k})}}.}
这无穷级数收敛速度远快于绝大多数反正切数列，包括梅钦公式。:104第一位使用拉马努金公式计算π并取得进展的是比尔·高斯珀，他在1985年算得了小数点后一千七百万位。:104, 206拉马努金公式开创了现代数值近似算法的先河，此后波尔文兄弟和楚德诺夫斯基兄弟进一步发展了这类算法。:110–111后者于1987年提出了楚德诺夫斯基公式，如下所示：
{\displaystyle {\frac {1}{\pi }}={\frac {12}{640320^{3/2}}}\sum _{k=0}^{\infty }{\frac {(6k)!(13591409+545140134k)}{(3k)!(k!)^{3}(-640320)^{3k}}}.}
此公式每计算一项就能得到π的约14位数值，因而用於突破圆周率的数位的计算。利用这公式，楚德诺夫斯基兄弟于1989年算得π小数点后10亿（109）位，法布里斯·贝拉于2009年算得2.7千亿（2.7×1012）位，亚历山大·易和近藤滋在2011年算得一万亿（1013）位。:110–111, 206类似的公式还有拉马努金-佐藤级数。
2006年，加拿大数学家西蒙·普勞夫利用PSLQ整数关系算法按照以下模版生成了几條计算π的新公式：
{\displaystyle \pi ^{k}=\sum _{n=1}^{\infty }{\frac {1}{n^{k}}}\left({\frac {a}{q^{n}-1}}+{\frac {b}{q^{2n}-1}}+{\frac {c}{q^{4n}-1}}\right)}，
{\displaystyle q}为e{\displaystyle \pi }，{\displaystyle k}是奇数，{\displaystyle a,b,c}是普勞夫计算出的有理常数。

### 統計模擬法
統計模擬法是以概率统计理论为指导的一类非常重要的计数方法，經大量重复试验计算事件发生频率，按照大数定律（即当试验次数充分大时，频率充分接近概率）可以求得{\displaystyle \pi }的近似值。 布芬（Buffon）投針問題就是其中一項實例：长度{\displaystyle l}的针随机往画满间距{\displaystyle t\left(l\leq t\right)}的平行线的平面上抛掷{\displaystyle n}次， 如果针与平行直线相交{\displaystyle m}次，{\displaystyle n}充分大就可根据以下公式算出{\displaystyle \pi }的近似值：
{\displaystyle \pi \approx {\frac {2n\ell }{mt}}}
用統計模擬法计{\displaystyle \pi }的另一例子是随机往内切四分之一圆的正方形内抛掷大量点，落在四分之一圆内的点的数量与抛掷点的总量的比值会近似于{\textstyle {\frac {\pi }{4}}}。:39–40
此外还可用随机游走试验，并用統計模擬法计算{\displaystyle \pi }值，如抛掷一枚均匀的硬币{\displaystyle N}次，并记录正面朝上的次数，所得结果中，正面朝上的次数{\displaystyle n_{N}}服从二項分佈且
{\displaystyle \Pr(n_{N}=m)={\binom {N}{m}}({\frac {1}{2}})^{m}({\frac {1}{2}})^{N-m}}
因为硬币均匀，所以N次试验中每次试验结果相互独立。由此可定义一系列独立的随机变量{\displaystyle X_{k}\left(k=1,2,\ldots \right)}，当抛掷结果为正面时{\displaystyle X_{k}=1}否则为-1，且{\displaystyle X_{k}=\pm 1}且取何值有相同概率（即，正面朝上和背面朝上的概率相同）。对随机变量{\displaystyle X_{k}\left(k=1,2,\ldots ,N\right)}求和可得
{\displaystyle W_{N}=\sum _{k=1}^{N}X_{k}}
设k为“硬币正面朝上的次数”减去“硬币反面朝上的次数”，即可得到{\displaystyle m-\left(N-m\right)=k}。变换式子，得{\displaystyle m={\frac {N+k}{2}}}，因此
{\displaystyle \Pr(W_{N}=k)={\binom {N}{\frac {N+k}{2}}}{\frac {1}{2^{N}}}}，其中{\displaystyle k=-N,-N+2,-N+4,\ldots ,N-2,N}。
可证明，
{\displaystyle E(W_{N})=0}，{\displaystyle E(W_{N}^{2})=N}，以及{\textstyle E(|W_{N}|)={\binom {N}{\left\lceil {N/2}\right\rceil {\frac {\left\lceil {N/2}\right\rceil }{2^{N-1}}}}}={\begin{cases}{\frac {(N-1)!!}{(N-2)!!}},&{\text{若 }}N{\text{偶，}}\\{\frac {N!!}{(N-1)!!}},&{\mbox{若 }}N{\mbox{奇。}}\end{cases}}}
并且当N变大时，{\textstyle E\left(\left\vert W_{N}\right\vert \right)}的值会渐近于{\textstyle {\sqrt {\frac {2N}{\pi }}}}，因此当N充分大时可根据以下公式算出{\displaystyle \pi }的近似值：
{\displaystyle \pi \approx {\frac {2N}{|W_{N}|^{2}}}}
和其他计算{\displaystyle \pi }值的方法相比，蒙特卡洛方法收敛速度很慢，而且无论实验多少次，都无从得知{\displaystyle \pi }的估值已经精确到第几位。因此，当追求速度或精度时，蒙特卡洛方法不适合用来估计{\displaystyle \pi }。:43

### 阀门算法
1995年引入的兩條算法开辟了研究{\displaystyle \pi }的新途径。因为每计算出一位数字，該數就会像流过阀门的水一样不会再出现在后续的计算过程中，这种新進算法叫阀门算法。:77–84这就与无穷级数及迭代算法形成对比——无穷级数和迭代算法自始至终的每一步计算都会涉及到之前所有步骤计算出的中间值。:77–84
1995年，美國數學家斯坦·瓦格纳和斯坦利·拉比諾維茨（Stanley Rabinowitz）发明了一种簡單的阀门算法:77，其運算速度類似arctan演算法，但速度比迭代算法慢:77。
贝利－波尔温－普劳夫公式（BBP）是另一條阀门算法，屬於一种位數萃取演算法。1995年，西蒙·普勞夫等人發現:117, 126–128
{\displaystyle \pi =\sum _{k=0}^{\infty }{\frac {1}{16^{k}}}\left({\frac {4}{8k+1}}-{\frac {2}{8k+4}}-{\frac {1}{8k+5}}-{\frac {1}{8k+6}}\right)}
這公式和其他公式不同，可以計算{\displaystyle \pi }的任何十六进小數位，而不用計算前面全部小數位:117, 126–128。十六进数位可计算得到特定二进数位；想要得到八进制数位的话，计算一、两位十六进小數即可。目前也已發現一些這種演算法的變體，不過還沒有发现針對十進制、可以快速生成特定小數位的位數萃取演算法。位數萃取演算法的一項重要用途是用來確認聲稱是計算到{\displaystyle \pi }小數位數的新紀錄：若有聲稱是新紀錄的計算結果出現，先將十進制的數值轉換到十六進制，再用贝利－波尔温－普劳夫公式去確認最後一些位數（用亂數決定），若這些位數都對，就能有一定把握认为此計算結果是对的。
1998年到2000年間，分布式计算計畫PiHex用貝拉公式（贝利－波尔温－普劳夫公式的一種變體）計算{\displaystyle \pi }第1015位，結果是0:20。2010年9月，有雅虎員工用公司的Apache Hadoop應用程式在上千台電腦計算π在2×1015位开始往后256位，其第2×1015位剛好也是0。

### 利用伽瑪函數計算
伽瑪函數，{\displaystyle \Gamma (n)=(n-1)!}，可以被用作計算圓周率。
{\displaystyle \pi =\Gamma ({\frac {1}{2}})^{2}}
證明如下：
利用歐拉反射公式
{\displaystyle \Gamma (z)*\Gamma (1-z)={\frac {\pi }{\sin(\pi z)}}}
令 {\displaystyle z={\frac {1}{2}}}
{\displaystyle \Gamma ({\frac {1}{2}})*\Gamma (1-{\frac {1}{2}})={\frac {\pi }{\sin({\frac {\pi }{2}})}}}
因為 {\displaystyle \sin({\frac {\pi }{2}})}
{\displaystyle \Gamma ({\frac {1}{2}})^{2}=\pi }

## 用途
{\displaystyle \pi }与圆密切相关，出现在许多几何学和三角学的公式中（特别是与圆、椭圆和球体相关的那些）。 此外，{\displaystyle \pi }也出现在其他学科的重要公式中，比如统计学、物理学，傅立叶分析和数论的公式。

### 几何学与三角学
{\displaystyle \pi }出现在基于圆的几何图形（如椭圆、球、圆锥与环面）的面积、体积公式中。下面是一些用到π的常见公式：
- 半径{\displaystyle r}的圆周长{\displaystyle 2\pi r}。
- 半径{\displaystyle r}的圆面积{\displaystyle \pi r^{2}}。
- 半径{\displaystyle r}的球体积{\textstyle {\frac {4}{3}}\pi r^{3}}。
- 半径{\displaystyle r}的球面面积{\displaystyle 4\pi r^{2}}。

圆的面积等于乘以阴影部分面积。

上述公式是n维球的体积与其边界（（n−1）维球的球面）的表面积的特殊情况，具体将在后文给出解释。
描述由圆生成的图形的周长、面积或体积的定积分常涉及{\displaystyle \pi }。例如，表示半径为1的半圆的面积的积分为
{\displaystyle \int _{-1}^{1}{\sqrt {1-x^{2}}}\,dx={\frac {\pi }{2}}.}
{\textstyle {\sqrt {1-x^{2}}}}的积分表示上半圆（此处的平方根由勾股定理得出），从-1到1的积分{\textstyle \int _{-1}^{x}}可用来计算计算半圆与x 轴间的面积。

正弦和余弦函数的重复周期为。

三角函数要用到角，而数学家常用弧度作角度单位。π在弧度制起重要作用，数学家将周角，即360度定义为{\displaystyle 2\pi }度。由这条定义可得，180度＝{\displaystyle \pi }弧度，1度＝{\textstyle {\frac {\pi }{180^{\circ }}}}弧度。因此，常用的三角函数的周期为{\displaystyle \pi }的倍数；例如，正弦和余弦周期为π，任何角度{\displaystyle \theta }和任何整数{\displaystyle k}都有
{\textstyle \sin \theta =\sin \left(\theta +2\pi k\right)}及{\textstyle \cos \theta =\cos \left(\theta +2\pi k\right)}。

### 拓扑学

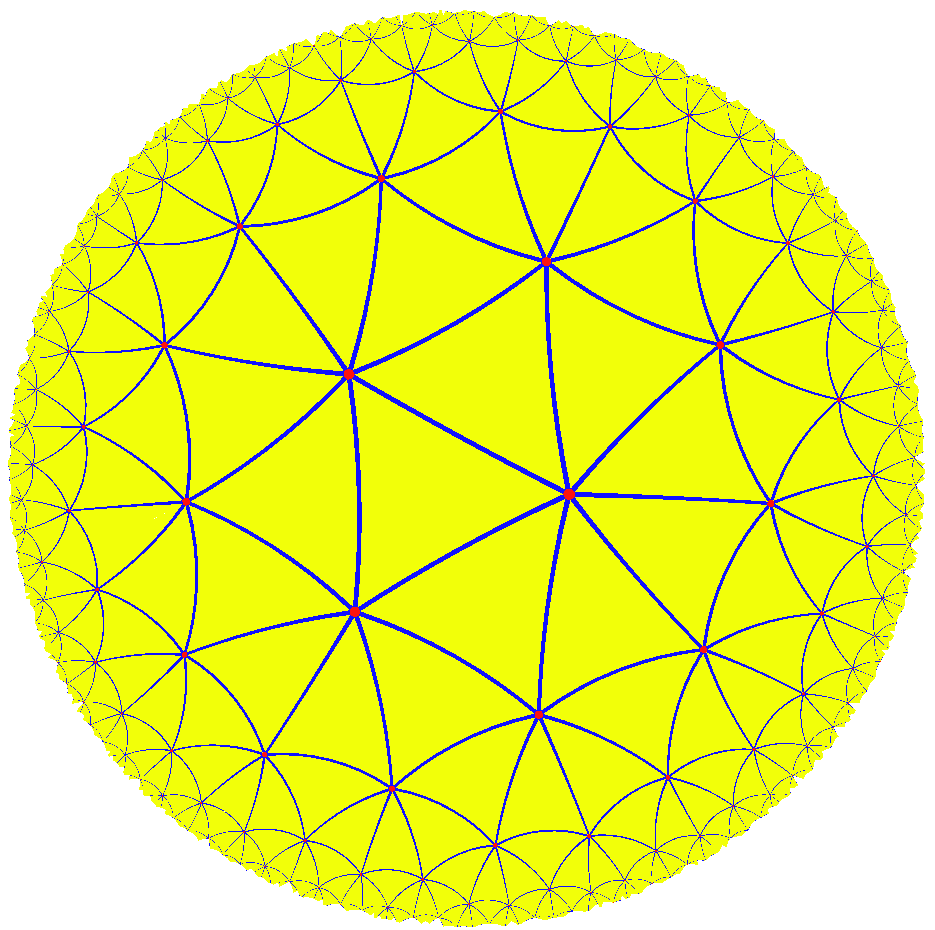
克莱因四次曲面的单值化，亏格为3且欧拉特征值为−4的面，作为双曲面与菲诺平面的对称群PSL(2,7)的商。根据高斯－博内定理，基本域的双曲面积为8π.

常数{\displaystyle \pi }出现在将平面微分几何及其拓扑学联系起来的高斯－博内定理中。具体来说，如果紧曲面Σ的高斯曲率为{\displaystyle K}，那么有
{\displaystyle \int _{\Sigma }K\,dA=2\pi \chi (\Sigma )}，
其中{\displaystyle \chi (\Sigma )}是该曲面的欧拉示性数，是整数。例如，曲率为1（也就是说其曲率半径也为1，对于球面而言此时的曲率半径与半径重合）的球面{\displaystyle S}的表面积。球面的欧拉特征数可以通过其同源组计算，其结果为2。于是，便得出
{\displaystyle A(S)=\int _{S}1\,dA=2\pi \cdot 2=4\pi }
即为半径为1的球面的表面积公式。
常数{\displaystyle \pi }还出现在拓扑学的许多其他的积分公式中，特别是那些涉及通过陈－韦伊同态的特征类。

### 向量分析

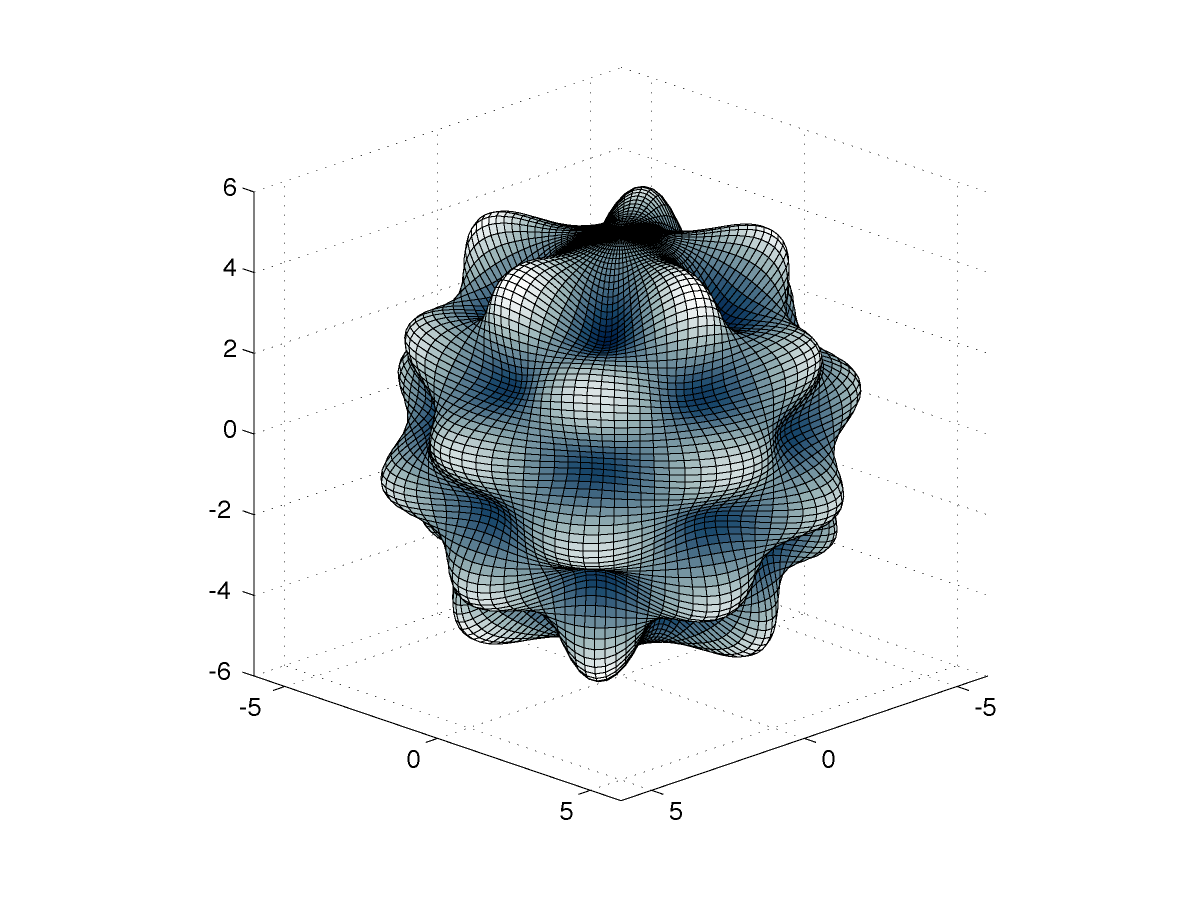
向量分析的方法可以通过分解成球谐函数来理解（图示）

向量分析是与向量場的性质有关的微积分的分支，并有许多物理用途，例如用在电磁学中。位于三维笛卡尔坐标系原点的点源{\displaystyle Q}的牛顿位势为
{\displaystyle V(\mathbf {x} )=-{\frac {kQ}{|\mathbf {x} |}}}
表示位于距原点{\displaystyle \left\vert {\boldsymbol {x}}\right\vert }的单位质量（或电荷）的势能，而{\displaystyle k}是维度常数。在这里由{\displaystyle \mathrm {E} }表示的场可以是（牛顿）引力場或（库仑）電場，是位势的负梯度：
{\displaystyle \mathbf {E} =-\nabla V.}
特殊情况有库仑定律和牛顿万有引力定律。高斯定律表明，通过包含原点的任何平滑、简单、封闭、可定向曲面{\displaystyle S}的场的向外通量等于{\displaystyle 4\pi kQ}：
{\displaystyle 4\pi kQ=}{\displaystyle \oiint }{\displaystyle {\scriptstyle S}}{\displaystyle \mathbf {E} \cdot d\mathbf {A} }
标准形式会将{\displaystyle 4\pi }的这因子吸收到常数{\displaystyle k}中，但这种说法表明了它必须出现在“某处”。此外，{\displaystyle 4\pi }是单位球面的表面积，但並没有假设{\displaystyle S}是球面。然而，作为散度定理的结果，由于远离原点的区域是真空（无源的），只有{\displaystyle \mathrm {R} ^{3}\setminus \left\{0\right\}}中的表面{\displaystyle S}的同调类与计算积分有关，因此可以由相同同调类中的任何方便的表面代替，特别是球形，因为球面坐标可以用于计算积分。
高斯定律的结果之一是位势{\displaystyle V}的负拉普拉斯算子等于狄拉克δ函数的{\displaystyle 4\pi kQ}倍：
{\displaystyle \Delta V(\mathbf {x} )=-4\pi kQ\delta (\mathbf {x} ).}
通过卷积就能得到物质（或电荷）的更一般分布，给出泊松方程
{\displaystyle \Delta V(\mathbf {x} )=-4\pi k\rho (\mathbf {x} )}
其中{\displaystyle \rho }是分布函数。

爱因斯坦方程表明，时空的曲率是由其中的物质能量生成

常数{\displaystyle \pi }在与爱因斯坦场方程中的四维势起类似的作用，爱因斯坦方程是形成廣義相對論基础的一條基本公式，并且把引力的基本相互作用描述为物质和能量引起的时空弯曲的结果：
{\displaystyle R_{\mu \nu }-{\frac {1}{2}}Rg_{\mu \nu }+\Lambda g_{\mu \nu }={\frac {8\pi G}{c^{4}}}T_{\mu \nu },}
{\displaystyle R_{\mu v}}是里奇曲率張量，{\displaystyle R}是数量曲率，{\displaystyle g_{\mu v}}是度量张量，{\displaystyle \Lambda }是宇宙學常數，{\displaystyle G}是万有引力常数，{\displaystyle c}是真空中的光速，而{\displaystyle T_{\mu v}}是應力－能量張量。爱因斯坦方程的左边是度量张量的拉普拉斯算子的非线性模拟，並化簡（reduce）至在弱域的極限，而右边是分布函数的模拟乘以{\displaystyle 8\pi }。

### 柯西积分公式

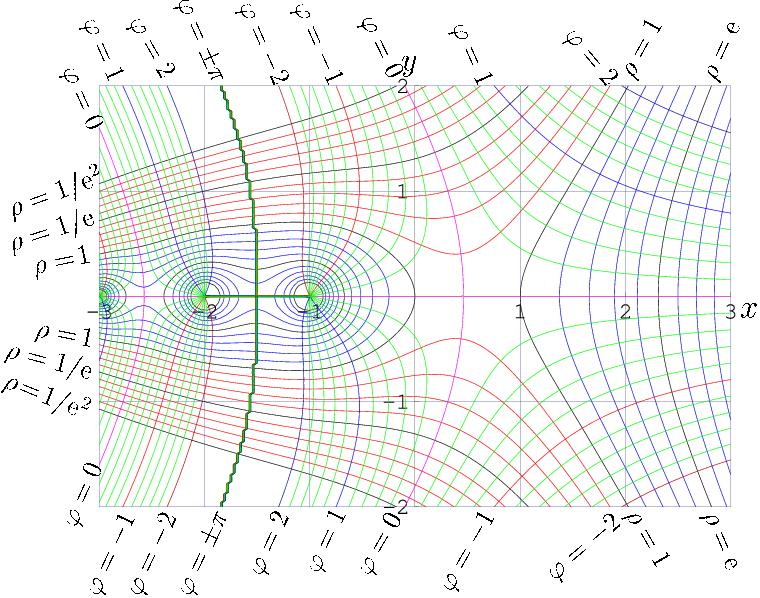
複雜的解析函數可以以一系列的流綫和等電位綫（許多以直角相交的曲綫）視覺化，圖中是伽瑪函數的複數對數。

在复分析中，沿复平面若尔当曲线的围道积分是研究解析函数的重要手段之一。简化版的柯西積分公式表明，对任何若尔当曲线{\displaystyle \gamma }内任一点{\displaystyle z_{0}}，以下围道积分给出{\displaystyle 2\pi i}：
{\displaystyle \oint _{\gamma }{\frac {dz}{z-z_{0}}}=2\pi i.}
该命题是柯西积分定理的直接推论，后者表明上述围道积分在围道的同伦变换下保持不变，因而沿任一曲线的积分和沿以{\displaystyle z_{0}}为圆心的圆周积分的结果相同。更为一般地，该公式对不通过{\displaystyle z_{0}}点的任意可求长曲线都成立，但等式右边要乘以曲线关于该点的卷绕数。
一般形式的柯西積分公式建立了全纯函数{\displaystyle f(z)}在若尔当曲线{\displaystyle \gamma }上的值与曲线内任意点{\displaystyle z_{0}}处值的关系：
{\displaystyle \oint _{\gamma }{f(z) \over z-z_{0}}\,dz=2\pi if(z_{0})}
柯西积分定理是留数定理的一項特例。根据留数定理，在区域内除去有限个点解析的亚纯函数{\displaystyle g(z)}在边界上的围道积分与函数在这些点的留数之和满足：
{\displaystyle \oint _{\gamma }g(z)\,dz=2\pi i\sum \operatorname {Res} (g,a_{k})}

### Γ函数与斯特灵公式

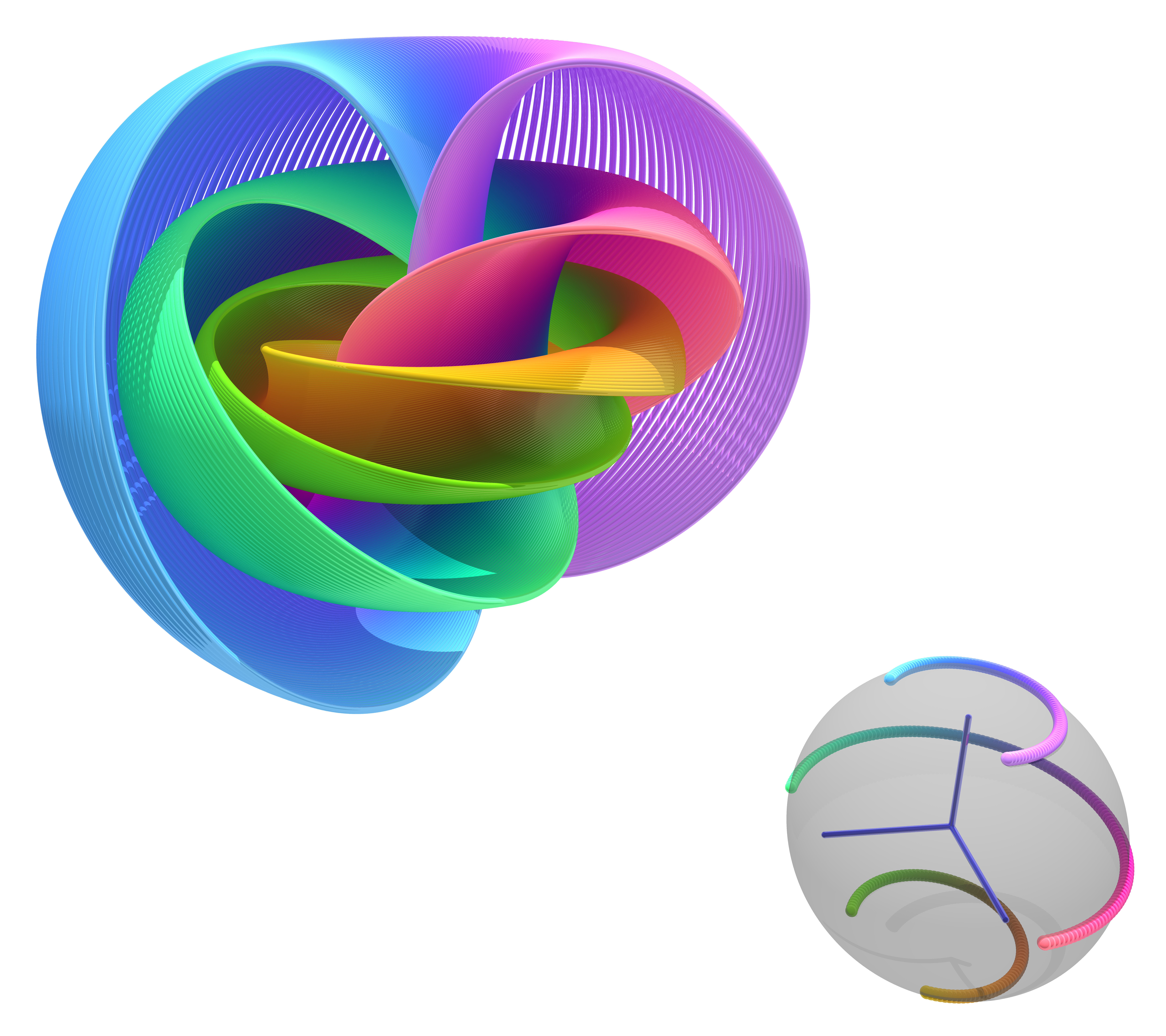
以维拉瑞索圆将三塊球面霍普夫纤维化，下方是富比尼－施图迪度量的黎曼球面與其富比尼－施图迪度量（如图所示的三塊平行曲面）。恒等式可以确定一條数列

阶乘函数{\displaystyle n!}的值等于所有小于等于{\displaystyle n}的正整数之积，它的定义域只包含非负整数。Γ函数则是階乘的推广。它在复平面的右半平面定义为：
{\displaystyle \Gamma (z)=\int _{0}^{\infty }{\frac {t^{z-1}}{\mathrm {e} ^{t}}}\,{\rm {d}}t}
再利用解析延拓可以将它的定义域扩展到除去非正整数的整塊复数域。当自变量{\displaystyle z=n}取正整数时，{\displaystyle \Gamma }函数给出阶乘{\displaystyle \left(n-1\right)!}；当自变量取半整数时，计算结果含有{\displaystyle \pi }。例如{\textstyle \Gamma ({\frac {1}{2}})={\sqrt {\pi }}}，{\textstyle \Gamma ({\frac {5}{2}})={\frac {3{\sqrt {\pi }}}{4}}}。
根据魏尔施特拉斯分解定理，{\displaystyle \Gamma }函数可分解为如下的无穷乘积：
{\displaystyle \Gamma (z)=e^{-\gamma z}\prod _{n=1}^{\infty }{\frac {e^{\frac {z}{n}}}{1+{\frac {z}{n}}}}}
{\displaystyle \gamma }是歐拉－馬斯刻若尼常數。利用该分解公式和{\displaystyle \Gamma }函数在{\textstyle z={\frac {1}{2}}}的值{\textstyle \Gamma \left({\frac {1}{2}}\right)^{2}=\pi }，亦可以证明沃利斯乘积式。{\displaystyle \Gamma }函数和黎曼ζ函數、函数行列式的恒等式存在关联，其中{\displaystyle \pi }扮演着重要的角色。
{\displaystyle \Gamma }函数常用于计算{\displaystyle n}维欧氏空间中n 维球的体积和n 维球面的表面积。对{\displaystyle n}维欧氏空间中半径为{\displaystyle r}{\displaystyle n}维球，其体积{\displaystyle V_{n}(r)}和表面积{\displaystyle S_{n-1}(r)}满足：
{\displaystyle V_{n}(r)={\frac {\pi ^{\frac {n}{2}}}{\Gamma ({\frac {n}{2}}+1)}}r^{n}}
{\displaystyle S_{n-1}(r)={\frac {n\pi ^{\frac {n}{2}}}{\Gamma ({\frac {n}{2}}+1)}}r^{n-1}}
两者还满足如下的关系式：
{\displaystyle 2\pi r={\frac {S_{n+1}(r)}{V_{n}(r)}}.}
当{\displaystyle n}很大，用{\displaystyle \Gamma }函数可得到阶乘{\displaystyle n!}的近似公式{\displaystyle n!\sim {\sqrt {2\pi n}}\left({\frac {n}{e}}\right)^{n}}，稱斯特靈公式，等价于：
{\displaystyle \pi =\lim _{n\to \infty }{\frac {e^{2n}n!^{2}}{2n^{2n+1}}}.}
斯特灵近似的几何应用之一是埃尔哈特体积猜想。将{\displaystyle n}维欧几里得空间的单纯形记作{\displaystyle \Delta _{n}}，{\displaystyle \left(n+1\right)\Delta _{n}}则表示该单纯形的所有面扩大{\displaystyle n+1}。于是
{\displaystyle \operatorname {Vol} ((n+1)\Delta _{n})={\frac {(n+1)^{n}}{n!}}\sim {\frac {e^{n+1}}{\sqrt {2\pi n}}}.}
这是仅含一點晶格点之凸体体积的（最佳）上界。

### 数论与黎曼ζ函数

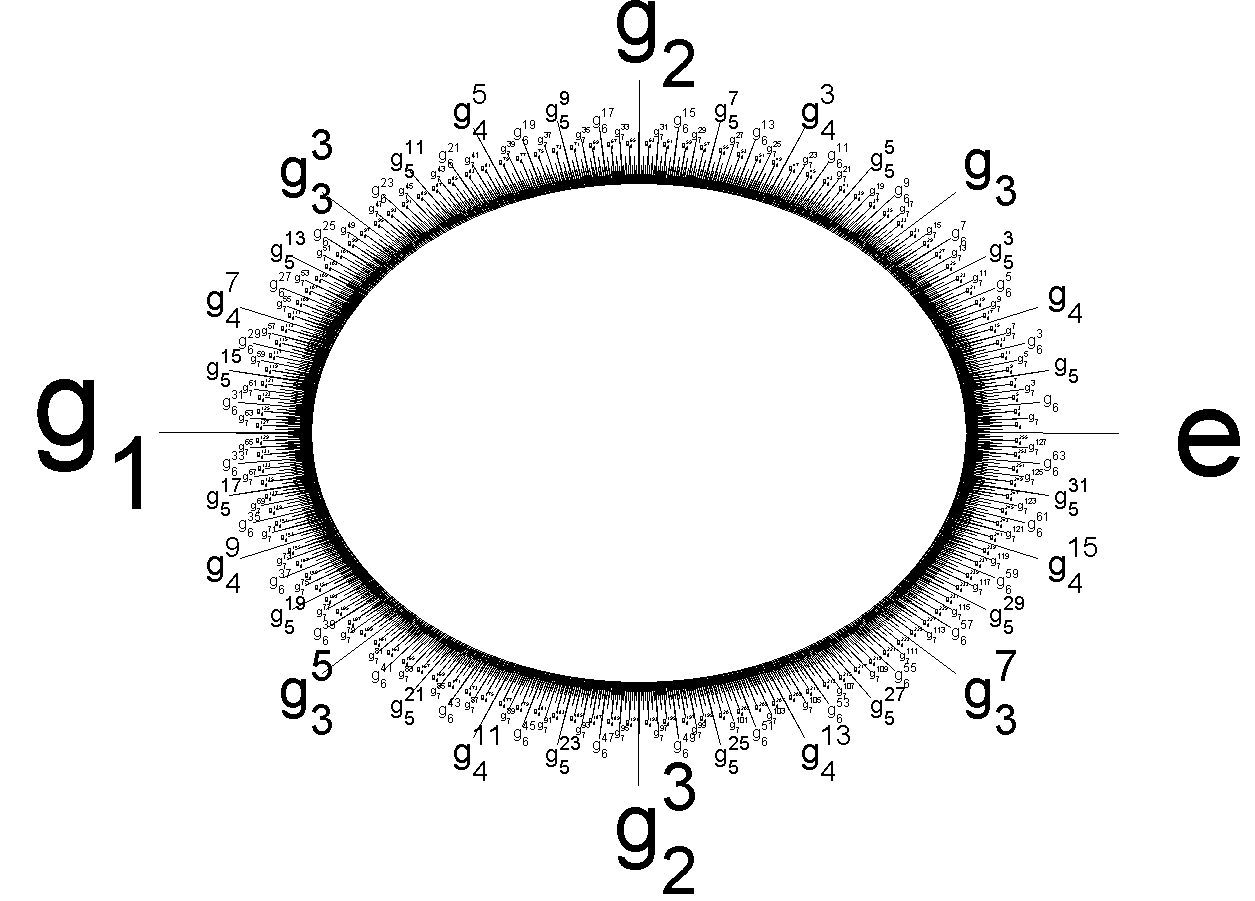
全部质数都有其关联的普魯法群，即圆的算数定域。分析数论的L函數也定域在每个质数p上

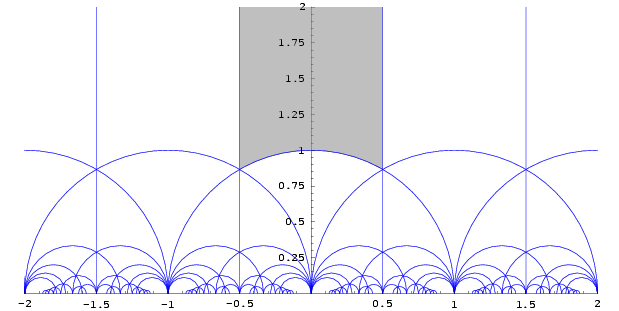
基于韦伊猜想的巴塞尔问题的解： 的数值是模群中一个基本域的双曲面积的2倍。

黎曼ζ函数{\displaystyle \zeta (s)} 在数学的许多领域均有应用。当自变量{\displaystyle s=2} ，可写作
{\displaystyle \zeta (2)={\frac {1}{1^{2}}}+{\frac {1}{2^{2}}}+{\frac {1}{3^{2}}}+\cdots }
找到这无穷级数的解析解是数学界著名的“巴塞尔问题”。1735年，欧拉解决了这问题，他得到该无穷级数等于{\displaystyle {\frac {\pi ^{2}}{6}}}。欧拉的结论可推导出数论中一項结果，即两随机整数互质（无公因数）的概率为{\displaystyle {\frac {6}{\pi ^{2}}}} :41–43。整数可由质数{\displaystyle p}整除的概率為{\displaystyle {\frac {1}{p^{2}}}}（例如，连续7个正整数只有一个可以7整除），任取两随机整数都能以质数{\displaystyle p}整除的概率为{\displaystyle {\frac {1}{p^{2}}}}，至少有一數不能整除的概率则为{\displaystyle 1-{\frac {1}{p^{2}}}}。又，一随机整数能否以两不同质数整除是相互独立事件，两随机整数互质的概率可以表示成关于所有质数{\displaystyle p}的无穷乘积
{\displaystyle {\begin{aligned}\prod _{p}^{\infty }\left(1-{\frac {1}{p^{2}}}\right)&=\left(\prod _{p}^{\infty }{\frac {1}{1-p^{-2}}}\right)^{-1}\\&={\frac {1}{1+{\frac {1}{2^{2}}}+{\frac {1}{3^{2}}}+\cdots }}\\&={\frac {1}{\zeta (2)}}={\frac {6}{\pi ^{2}}}\approx 61\%.\end{aligned}}}
这结论可结合随机数生成器，用統計模擬法计{\displaystyle \pi }的近似值。:43
巴塞尔问题的结论意味着几何导出量{\displaystyle \pi }的数值与质数的分布有着深刻的关联。巴塞尔问题是谷山－志村定理的一種特殊情况，是安德烈·韦伊对玉河数的猜想的一項特例，即猜想一个这种形式的算术量关于所有质数{\displaystyle p}的无穷乘积能够等于一个几何量——某局部对称空间体积的倒易。巴塞尔问题中，这空间是双曲3-流形SL2(R)/SL2(Z)。
{\displaystyle \zeta }函数同样满足黎曼方程的公式，其中用到了{\displaystyle \pi }和伽玛公式：
{\displaystyle \zeta (s)=2^{s}\pi ^{s-1}\ \sin \left({\frac {\pi s}{2}}\right)\ \Gamma (1-s)\ \zeta (1-s)\!.}
除此之外，
{\displaystyle \zeta }函数导数也满足
{\displaystyle \exp(-\zeta '(0))={\sqrt {2\pi }}.}
最终的结果是{\displaystyle \pi }可以从谐振子泛函行列式中求得。这泛函行列式可以无穷乘积展开式计算，而且这种方法等价于沃利斯乘积公式。这种方法可用于量子力学，尤其是玻尔模型中的变分。

### 傅里叶级数

出现在P进数中的表示（如图），它們是普魯法群的元素。泰特的論文很大程度地利用了這系統。

周期函数的傅里叶级数很自然出现了{\displaystyle \pi }。周期函数即实数的小数部分所构成群{\textstyle T={\frac {R}{Z}}}上的函数。傅里叶分解指出，{\displaystyle T}上的复值函数{\displaystyle f}可表示为无穷多个{\displaystyle T}的酉特征的线性叠加之和。也就是说，{\displaystyle T}到圓群{\displaystyle U(1)}（模为1的复数组成的乘法群）的映射是连续群同態。{\displaystyle T}的特征都有{\displaystyle e_{n}(x)=e^{2\pi inx}}的形式，是一條定理。
{\displaystyle T}有唯一的特征值，直到复共轭，那是一群同态。在圆群用哈尔测度，常数{\displaystyle \pi }是这特征值的拉东－尼科迪姆导数值的一半。其他的特征值的导数值为{\displaystyle 2\pi }的正整数倍。因此，常数{\displaystyle \pi }是独特的数字，以至于配备了其哈尔测度的群{\displaystyle T}，有对于{\displaystyle 2\pi }整数倍的点阵的庞特里亚金对偶性。这是泊松和公式的一维版本。

### 模形式与𝜃函数
常數{\displaystyle \pi }與模形式和Θ函數密切相关——比如，椭圆曲线中的j变量就很大程度涉及楚德诺夫斯基算法（一种快速计算π的方法）。
模形式是以在上半平面的全純函數的在模群{\displaystyle SL_{2}(\mathbb {Z} )}（或其子群，{\displaystyle SL_{2}(\mathbb {Z} )}是{\displaystyle SL_{2}(\mathbb {R} )}的一格）下的變換特性歸納。Θ函數便是一例：
{\displaystyle \theta (z,\tau )=\sum _{n=-\infty }^{\infty }e^{2\pi inz+i\pi n^{2}\tau }}
它是一種名為雅可比形式的模形式，有時以諾姆{\displaystyle q=e^{\pi i\tau }}表達。
常數{\displaystyle \pi }是特殊常數，它會使雅可比{\displaystyle \Theta }函數形成自守形式，即該函數會以特定方式變換。有若干恆等式在所有自守形式下成立。，例如：
{\displaystyle \theta (z+\tau ,\tau )=e^{-\pi i\tau -2\pi iz}\theta (z,\tau )}
它使得{\displaystyle \theta }必然在離散海森伯群下以表示（representation）變換。一般模形式和其他{\displaystyle \Theta }函數也包含{\displaystyle \pi }，這也是根據史東–馮紐曼定理。

### 柯西分布与位势论

箕舌线，英文名来自玛利亚·阿涅西（1718–1799），柯西分布的一幅几何构筑图

积分{\textstyle \int _{-\infty }^{\infty }{\frac {1}{x^{2}+1}}\,dx=\pi }，柯西分布{\textstyle g(x)={\frac {1}{\pi }}\cdot {\frac {1}{x^{2}+1}}}是概率密度函数，总概率等于1。
柯西分布的香农熵等于{\displaystyle \log(4\pi )}，也含{\displaystyle \pi }。

柯西分布控制做布朗运动的粒子通过膜的通道

柯西分布在位势论中扮演着重要的角色因为它是最简单的福斯坦堡测度和与在半平面上做布朗运动相关联的经典泊松核。共轭谐波函数以及希尔伯特变换与泊松核的渐近线有关。希尔伯特变换{\displaystyle H}是由奇异积分的柯西主值给出的积分变换
{\displaystyle Hf(t)={\frac {1}{\pi }}\int _{-\infty }^{\infty }{\frac {f(x)}{x-t}}}。
常数{\displaystyle \pi }是唯一的（正）归一化因子因此{\displaystyle H}定义了一个在实数轴上的平方可积分实值函数的希尔伯特空间上的线性复结构。 和傅里叶变换一样，希尔伯特变换就其在希尔伯特空间{\displaystyle L^{2}(R)}的变换特性而言可以完全特征化。直到归一化，它是唯一的与正膨胀对易且与实数轴的所有反射反对易有界线性算子。常数{\displaystyle \pi }是唯一能使这变换幺正的归一化因子。

### 複變動態系統

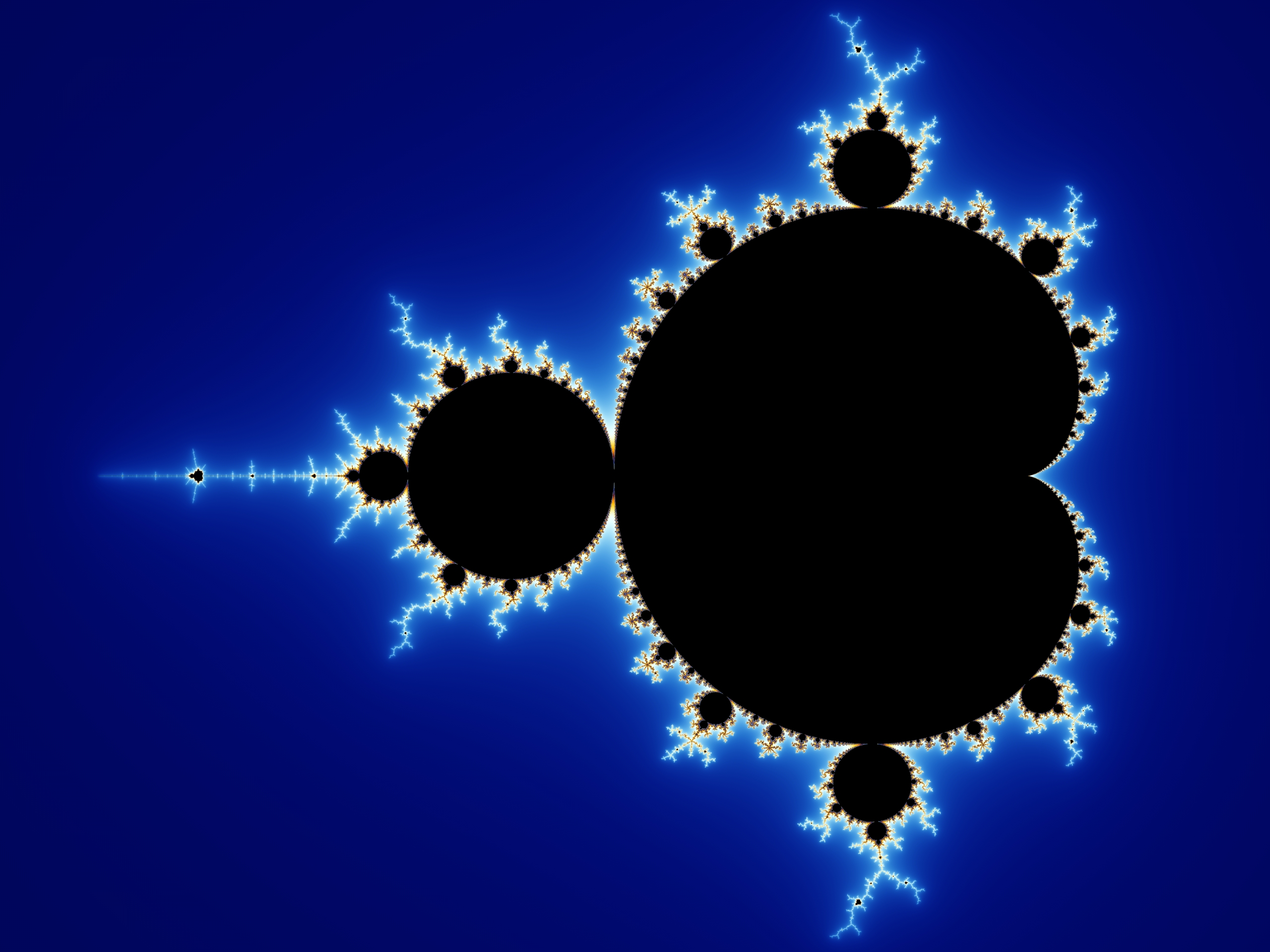
可以從曼德博集合中計算π，計算方式和計算從(−0.75, ε)點開始，一直到發散之前的次數有關

大衛·波（David Boll）在1991年發現在曼德博集合分形也有π出現。他檢查在曼德博集合在{\displaystyle (-0.75,0)}位置的特性。若考慮坐標在「頸部」{\displaystyle (-0.75,\varepsilon )}的點，而{\displaystyle \varepsilon }趨近零，在發散之前迭代的次數和{\displaystyle \varepsilon }相乘，會趨近{\displaystyle \pi }。若是在右側尖點處附近的點{\displaystyle (0.25,\varepsilon )}也會有類似的特性：在發散之前迭代的次數和{\displaystyle \varepsilon }的平方根相乘，也會趨近{\displaystyle \pi }。

## 数学之外的π

### 描述物理现象
{\displaystyle \pi }与圆以及球坐标系关系密切，即使{\displaystyle \pi }不是物理常数，也常出现在描述宇宙的基本原则方程中。比方说，经典力学领域的简单公式给出长L的单摆小幅摆动的近似周期{\textstyle T\approx 2\pi {\sqrt {\frac {L}{g}}}}，{\displaystyle g}为地球引力加速度常数。
海森堡不確定性原理是量子力学的基本公式，表明测量粒子时，其位置不确定度（{\displaystyle \Delta x}）与动量不确定度（{\displaystyle \Delta p}）不可能同时达到任意小（{\displaystyle h}为普朗克常数）：{\textstyle \Delta x\,\Delta p\geq {\frac {h}{4\pi }}}。
{\displaystyle \pi }近似三这特性，和电子偶素的半衰期相對較長有密切的联系。其半衰期的倒數和精细结构常数{\displaystyle \alpha }的關係為{\textstyle {\frac {1}{\tau }}=2{\frac {\pi ^{2}-9}{9\pi }}m\alpha ^{6}}，{\displaystyle m}為電子質量。
許多結構工程的公式也有{\displaystyle \pi }，例如歐拉推導的挫曲公式說明了長度為{\displaystyle L}、截面二次轴矩為I的細長形物體，在不挫曲的條件下可以承受的最大軸向負載{\displaystyle F}：
{\displaystyle F={\frac {\pi ^{2}EI}{L^{2}}}.}
流體動力學的斯托克斯定律中也有{\displaystyle \pi }。斯托克斯定律是半径约为{\displaystyle R}的小球體在黏度{\displaystyle \eta }的流體中以速度{\displaystyle v}運動時會受到的阻力满足：
{\displaystyle F=6\,\pi \,\eta \,R\,v.}
在理想状态下，河的曲折程度（河道本身的长度与源头到入海口的比值）随着时间的推移逐渐趋向于{\displaystyle \pi }。河流外边缘的快速水流弯曲会使河流内边缘加倍侵蚀，河道变得更弯曲，整條河弯折更厉害。然而，这股弯折劲儿最终会导致河流折回一开始弯折的地方，导致“短路”，并形成河迹湖。这两种相反因素使河道长度与源头到入海口的比值的平均值为π。

### π的记忆技巧
π文字學（或譯作圆周率的语言学）是指記住{\displaystyle \pi }的大量位值:44–45，并将其世界紀錄載於健力士世界紀錄大全的做法。維爾·美拿（Rajveer Meena）於2015年3月21日在印度於9小時27分鐘內背誦了7萬位的π，创下健力士世界紀錄大全認證的世界紀錄。2006年，日本退休工程師原口證在千葉縣於官員見證下背誦了十萬位小數，但他未獲健力士世界紀錄大全認證。
常用於記憶π的一項技巧是背誦以單詞長度代表{\displaystyle \pi }數值的故事或詩歌：第一單詞有三字母，第二單詞有一字母，第三單詞有四字母，第四單詞有一字母，第五單詞有五字母，如此類推。早期例子是英國科學家詹姆士·金斯設計的詩歌：「」:44–45這類詩歌有時在英文中稱為「」。除了英文，用於記憶π的詩歌亦有不同語言的版本:44-45。但是，記憶{\displaystyle \pi }的人一般並不以詩歌記憶{\displaystyle \pi }來創下紀錄，而是用如記憶數字規律或軌跡法的方法。
有好幾位作家仿照上述记忆技巧，用{\displaystyle \pi }的數值創作了新型的約束寫作方式，當中單詞長度須符合{\displaystyle \pi }的數值。《The Cadaeic Cadenza》以上述技巧包含了{\displaystyle \pi }前3835位的值，一本標準長度的書《Not a Wake》有一萬單詞，其中各單詞亦代表了{\displaystyle \pi }的一位。

### 大众文化

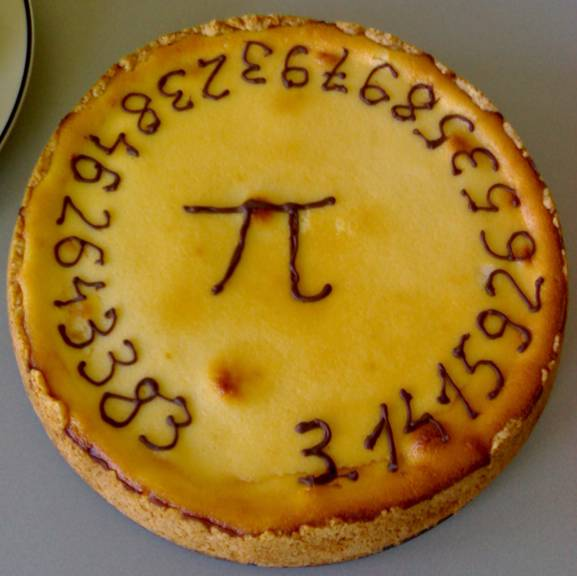
π派；圓形西式餡餅是常見的π雙關語（英語圓周率和派同音）

也許因為{\displaystyle \pi }的公式很簡短而且四處可見， {\displaystyle \pi }比其他數學常数在流行文化中更常見。
在2008年由英國公開大學及英國廣播公司聯合制作的記錄片《数学的故事》于2008年十月由英國廣播公司第四台播放。影片讲述了英國數學家马库斯·杜·索托伊在到訪印度研究當地三角學的貢獻時，展示出歷史上π最精確的計算公式的信息图形。
巴黎的科学博物馆發現宮有間圓形房間叫「{\displaystyle \pi }房」，牆上刻有{\displaystyle \pi }的707位數，數字貼在圓頂狀的天花板上，由大型的木製字符組成。數值是1853年由英國數學家威廉·尚克思計算出來，但是该结果於第528位后開始出現謬誤，在1946年發現，1949年修正。:50
卡尔·萨根的小说《接觸未來》中则暗示说，宇宙的创造者在π的数字中暗藏了一则信息。π的数字也用在凱特·布希所出的专辑Aerial中的《Pi》的歌词里。
美国人在3月14日庆祝圓周率日，此节日在学生中很流行。一些自称“数学极客”的人常常用{\displaystyle \pi }与其数位来创作一些数学或技术圈内人士才能领会到的笑话。麻省理工学院则有几句包含“3.14159”的大学歡呼口號。2015年的圆周率日格外重要，按照美式写法，当天的日期时间3/14/15 9:26:53较其他圆周率日包含更多位数的{\displaystyle \pi }。
在北电网络于2011年举行的技术专利拍卖会上，谷歌用了一些包含{\displaystyle \pi }在内的数学或科学常数來竞价。
 在1958年，阿尔伯特·伊格尔提议将{\displaystyle \pi }换成τ（tau）以便简化公式。{\displaystyle \tau }在此定义为{\displaystyle \pi }的兩倍。然而，没有任何其他作者曾这样使用过{\displaystyle \tau }。有些人使用不同的值，{\displaystyle \tau =2\pi =6.283185\ldots }。这些人称{\displaystyle \tau }不论是作为弧度制下圆周长的1转还是作为弧长与半径的比值（而不是与直径的比值）都比{\displaystyle \pi }自然，也能因此简化许多公式。有媒体报道称，因为{\displaystyle \tau }的值大小约为6.28，現已有人在6月28日庆祝“{\displaystyle \tau }节”，并吃“两个派”；然而，主流数学界还并未使用{\displaystyle \tau }。
1897年，有业余美国数学家试图藉印第安纳州议会来通过後世所謂印第安纳圆周率法案的法案。这法案试图以法律命令强制规定数学常数之值而臭名远播。该法案描述化圆为方的方法，并间接提到了{\displaystyle \pi }的错误值，例如3.2。该法案通过了印第安纳州众议院的表决，但参议院否决之。:211–212

### 書籍
- Arndt, Jörg; Haenel, Christoph. . Springer-Verlag. 2006  [2013-06-05]. ISBN 978-3-540-66572-4. English translation by Catriona and David Lischka.
- Ayers, Frank. . McGraw-Hill. 1964. ISBN 978-0-070-02653-7.
- Berggren, Lennart; Borwein, Jonathan; Borwein, Peter. . Springer-Verlag. 1997. ISBN 978-0-387-20571-7.
- Beckmann, Peter. . St. Martin's Press. 1989 [1974]. ISBN 978-0-88029-418-8.
- Borwein, Jonathan; Borwein, Peter. . Wiley. 1987. ISBN 978-0-471-31515-5.
- Boyer, Carl B.; Merzbach, Uta C.  2. Wiley. 1991. ISBN 978-0-471-54397-8.
- Bronshteĭn, Ilia; Semendiaev, K. A. . Verlag Harri Deutsch. 1971. ISBN 978-3-871-44095-3.
- Eymard, Pierre; Lafon, Jean Pierre. . American Mathematical Society. 1999. ISBN 978-0-8218-3246-2., English translation by Stephen Wilson.
- Howe, Roger, , Bulletin of the American Mathematical Society（英语：Bulletin of the American Mathematical Society）, 1980, 3 (2).
- Joseph, George Gheverghese. . Princeton University Press. 1991  [2013-06-05]. ISBN 978-0-691-13526-7.
- Posamentier, Alfred S.; Lehmann, Ingmar. . Prometheus Books. 2004. ISBN 978-1-59102-200-8.
- Reitwiesner, George. . Mathematical Tables and Other Aids to Computation. 1950, 4 (29): 11–15. doi:10.2307/2002695.
- Roy, Ranjan. . Mathematics Magazine. 1990, 63 (5): 291–306. doi:10.2307/2690896.
- Schepler, H. C. . Mathematics Magazine (Mathematical Association of America). 1950, 23 (3): 165–170 (Jan/Feb), 216–228 (Mar/Apr), and 279–283 (May/Jun). doi:10.2307/3029284.. issue 3 Jan/Feb, issue 4 Mar/Apr, issue 5 May/Jun （页面存档备份，存于）
- Thompson, William, , Nature series: Popular lectures and addresses (MacMillan and Company), 1894, II: 571–592

### 引用
1. ↑  Sloane, N.J.A. (编). . The On-Line Encyclopedia of Integer Sequences. OEIS Foundation.
2. 1 2 3 4 5 6 7 8 9 10 11 12 13 14 15 16 17 18 19 20 21 22 23 24 25 26 27 28 29 30 31 32 33 34 35 36 37 38 39 40 41 42 43 44 45 46 47 48 49 50 51 52 53 54 55 56 57 58 59 60 61 62 63 64 65 66 67 68 69 70 71 72 73 74 75 76 77 78 79 80  Arndt & Haenel 2006
3. 1 2  Kennedy, E. S., , Journal for the History of Astronomy: 65, Bibcode:1978JHA.....9...65K, doi:10.1177/002182867800900106。克劳狄乌斯·托勒密使用了60进制下的三位小数去近似，随后卡西将其扩展到了九位小数。参见Aaboe, Asger, , New Mathematical Library 13, 纽约: Random House: 125, 1964  [2017-12-08], （原始内容存档于2017-02-01）
4. 1 2  Sloane, N.J.A. (编). . The On-Line Encyclopedia of Integer Sequences. OEIS Foundation.
5. ↑  George E. Andrews, Richard Askey, Ranjan Roy. . Cambridge University Press. 1999: 58. ISBN 0-521-78988-5.
6. ↑  Gupta, R. C. . Ganita Bharati. 1992, 14 (1-4): 68–71.
7. ↑  刘霞. . 科技日报微信公众号.   [2024-03-18]. （原始内容存档于2024-03-18）.
8. ↑  David Bailey; Jonathan Borwein; Peter Borwein; Simon Plouffe, , The Mathematical Intelligencer, 1997, 19 (1): 50–56, doi:10.1007/bf03024340
9. 1 2  Bronshteĭn & Semendiaev 1971，第200, 209頁
10. ↑  . 中央通訊社. 2021-03-14  [2021-04-11]. （原始内容存档于2021-06-28）.
11. ↑  . 衛報. 2015-03-13  [2021-04-12]. （原始内容存档于2015-07-22） （英语）.
12. ↑  Boeing, Niels.   [The World is Pi]. Zeit Online. 2016-03-14  [2016-09-13]. （原始内容存档于2016-03-17） （德语）. 中文：“鲁道夫数”，或称“圆周率”，同样獲得一个如今广为人知的符号——威廉·琼斯1706年提出使用字母π，因为这是希腊语“周长”（περίμετρος）的开头字母。莱昂哈德·欧拉在其数学著作中確立了π的使用。
13. ↑  . Dictionary.com.   [2017-07-15]. （原始内容存档于2017-07-18）.
14. ↑  Tom Apostol,  2nd, Wiley, 1967。 Page 102: "From a logical point of view, this is unsatisfactory at the present stage because we have not yet discussed the concept of arc length."  Arc length is introduced on page 529.
15. 1 2 3  Remmert, Reinhold, , , Springer: 129, 1991
16. ↑  Remmert (1991)。魏尔斯特拉斯使用的积分实为{\displaystyle \pi =\int _{-\infty }^{\infty }{\frac {dx}{1+x^{2}}}.}
17. ↑  Richard Baltzer, , Hirzel: 195, 1870  [2017-12-08], （原始内容存档于2017-01-29）
18. ↑  Edmund Landau, , Noordoff: 193, 1934
19. 1 2  Rudin, Walter. . McGraw-Hill. 1976. ISBN 0-07-054235-X., p 183.
20. ↑  Rudin, Walter. . McGraw-Hill. 1986., p 2.
21. ↑  Lars Ahlfors, , McGraw-Hill: 46, 1966
22. ↑  Nicolas Bourbaki, , Springer, 1981, §VIII.2
23. 1 2  Nicolas Bourbaki, , Springer, 1979, §II.3.
24. ↑  Salikhov, V. . Russian Mathematical Survey. 2008, 53 (3): 570–572. Bibcode:2008RuMaS..63..570S. ISSN 0036-0279. doi:10.1070/RM2008v063n03ABEH004543.
25. 1 2  Preuss, Paul. . Lawrence Berkeley National Laboratory. 2001-07-23  [2007-11-10]. （原始内容存档于2007-10-20）.
26. ↑  Mayer, Steve. .   [2007-11-04]. （原始内容存档于2000-09-29）.
27. ↑  Posamentier & Lehmann 2004，第25頁
28. ↑  Eymard & Lafon 1999，第129頁
29. ↑  Beckmann 1989，第37頁
Schlager, Neil; Lauer, Josh. . Gale Group. 2001. ISBN 0-7876-3933-8.，第185页
30. 1 2  Eymard & Lafon 1999，第78頁
31. ↑  Sloane, N.J.A. (编). . The On-Line Encyclopedia of Integer Sequences. OEIS Foundation. Retrieved 12 April 2012.
32. ↑  Lange, L. J. . The American Mathematical Monthly. 1999-05, 106 (5): 456–458. JSTOR 2589152. doi:10.2307/2589152.
33. ↑  Ayers 1964，第100頁
34. 1 2  Bronshteĭn & Semendiaev 1971，第592頁
35. ↑  Maor, Eli, E: The Story of a Number, Princeton University Press, 2009, p 160, ISBN 978-0-691-14134-3 ("five most important" constants)
36. ↑  Weisstein, Eric W. (编). . at MathWorld--A Wolfram Web Resource. Wolfram Research, Inc. （英语）.
37. ↑  大卫·希尔伯特; 理查·科朗特, , Wiley: 286&endash;290, 1966
38. ↑  H Dym; H P McKean, , Academic Press: 47, 1972
39. ↑  Isaac Chavel, , Cambridge University Press, 2001
40. ↑  Capogna, L.; Danielli, D.,; Pauls, S.D.; Tyson, J., , Progress in Mathematics, Birkhäuser, 2007, Chapter 7.
41. ↑  Talenti, Giorgio, , Annali di Matematica Pura ed Applicata: 353–372,   [2016-09-13], ISSN 1618-1891, doi:10.1007/BF02418013, （原始内容存档于2017-01-29）
42. ↑  L. Esposito; C. Nitsch; C. Trombetti, , arXiv:1110.2960
43. ↑  M Del Pino; J Dolbeault, , Journal de Mathématiques Pures et Appliquées, 2002, 81 (9): 847–875, doi:10.1016/s0021-7824(02)01266-7
44. ↑  Gerald Folland, , Princeton University Press: 5, 1989
45. ↑  Howe 1980
46. ↑  Bronshteĭn & Semendiaev 1971，第106–107, 744, 748頁
47. ↑  Feller, W. An Introduction to Probability Theory and Its Applications, Vol. 1, Wiley, 1968, pp 174–190.
48. ↑  H Dym; H P McKean, , Academic Press, 1972; Section 2.7
49. ↑  Elias Stein; Guido Weiss, , Princeton University Press: 6, 1971; Theorem 1.13.
50. ↑  Petrie, W.M.F. Wisdom of the Egyptians (1940)
51. ↑  Verner, Miroslav. The Pyramids: The Mystery, Culture, and Science of Egypt's Great Monuments. Grove Press. 2001 (1997). ISBN 0-8021-3935-3
52. ↑  Rossi, Corinna Architecture and Mathematics in Ancient Egypt, Cambridge University Press. 2007. ISBN 978-0-521-69053-9.
53. ↑  Legon, J. A. R. On Pyramid Dimensions and Proportions (1991) Discussions in Egyptology (20) 第25-34页  （页面存档备份，存于）
54. ↑  "We can conclude that although the ancient Egyptians could not precisely define the value of π, in practice they used it". Verner, M. . 2003.，第70页。
Petrie. . 1940.，第30页。
参见Legon, J. A. R. . Discussions in Egyptology. 1991, 20: 第25–34页  [2016-09-13]. （原始内容存档于2011-07-18）..
参见Petrie, W. M. F. . Nature. 1925, 116 (2930期): 第942页. Bibcode:1925Natur.116..942P. doi:10.1038/116942a0.
55. ↑  Egyptologist: Rossi, Corinna, Architecture and Mathematics in Ancient Egypt, Cambridge University Press, 2004, 第60-70页，200, ISBN 9780521829540.

对此的怀疑：Shermer, Michael, The Skeptic Encyclopedia of Pseudoscience, ABC-CLIO, 2002, 第407-408页, ISBN 9781576076538.

参见Fagan, Garrett G., Archaeological Fantasies: How Pseudoarchaeology Misrepresents The Past and Misleads the Public, Routledge, 2006, ISBN 9780415305938.

若需要一个没有π参与的解释的列表，请见Roger Herz-Fischler. . Wilfrid Laurier University Press. 2000: 第67–77页，第165–166页  [2013-06-05]. ISBN 9780889203242. （原始内容存档于2016-11-29）.
56. ↑  Chaitanya, Krishna. A profile of Indian culture. （页面存档备份，存于） Indian Book Company (1975). 第133页。
57. ↑  . Mathworks.com.   [2013-03-12]. （原始内容存档于2013-02-25）.
58. ↑  Boyer & Merzbach 1991，第168頁
59. ↑  Arndt & Haenel 2006，第15–16, 175, 184–186, 205頁Grienberger在1630年已計算到39位小數，Sharp在1699年計算到71位小數
60. ↑  《周髀算經》注中， 趙爽指出「圓徑一而周三，方徑一而匝四」。
61. 1 2  Boyer & Merzbach 1991，第202頁
62. ↑  . 臺灣商務印書館. 2006: 286. ISBN 978-957-05-2072-9.
63. ↑  Azarian, Mohammad K. . Missouri Journal of Mathematical Sciences. 2010, 22 (2): 64–85  [2016-09-13]. （原始内容存档于2015-01-14）.
64. ↑  O'Connor, John J.; Robertson, Edmund F. . MacTutor History of Mathematics archive. 1999  [2012-08-11]. （原始内容存档于2011-04-12）.
65. 1 2 3  Arndt & Haenel 2006，第182頁
66. ↑  Grienbergerus, Christophorus.  (PDF). 1630  [2016-09-13]. （原始内容 (PDF)存档于2014-02-01） （拉丁语）.。其計算結果是3.14159 26535 89793 23846 26433 83279 50288 4196 < π < 3.14159 26535 89793 23846 26433 83279 50288 4199
67. ↑  Roy 1990，第101–102頁
68. 1 2 3  Roy 1990，第101–102頁
69. ↑  Joseph 1991，第264頁
70. 1 2  Arndt & Haenel 2006，第188頁。牛顿由Arndt引用。
71. ↑  A060294
72. 1 2  Eymard & Lafon 1999，第53–54頁
73. 1 2  Borwein, J. M.; Borwein, P. B. . Scientific American. 1988, 256 (2): 112–117. Bibcode:1988SciAm.258b.112B. doi:10.1038/scientificamerican0288-112.
74. ↑  Borwein, J. M.; Borwein, P. B.; Dilcher, K. . American Mathematical Monthly. 1989, 96 (8): 681–687. doi:10.2307/2324715.
75. ↑  Arndt & Haenel 2006，第223頁, (formula 16.10). Note that (n − 1)n(n + 1) = n3 − n.
Wells, David.  revised. Penguin. 1997: 35. ISBN 978-0-140-26149-3.
76. 1 2  Posamentier & Lehmann 2004，第284頁
77. ↑  Lambert, Johann, "Mémoire sur quelques propriétés remarquables des quantités transcendantes circulaires et logarithmiques", reprinted in Berggren, Borwein & Borwein 1997，第129–140頁
78. ↑  Hardy and Wright 1938 and 2000:177 footnote §11.13-14 references Lindemann's proof as appearing at Math. Ann. 20 (1882), 213-25.
79. ↑  cf Hardy and Wright 1938 and 2000:177 footnote §11.13-14. The proofs that e and π are transcendental can be found on pages 170-176. They cite two sources of the proofs at Landau 1927 or Perron 1910; see the "List of Books" at pages 417-419 for full citations.
80. ↑  Arndt & Haenel 2006，第165頁. A facsimile of Jones' text is in Berggren, Borwein & Borwein 1997，第108–109頁
81. ↑  參考Schepler 1950，第220頁： 威廉·奥特雷德用字母π來表示一個圓的周長
82. ↑  Arndt & Haenel 2006，第197頁。参见 Reitwiesner 1950.
83. ↑  Arndt & Haenel 2006，第第111页（5 倍）；第113–114（4 倍）頁.
具体算法情参见Borwein & Borwein 1987。
84. 1 2 3  Bailey, David H.  (PDF). 2003-05-16  [2012-04-12]. （原始内容存档 (PDF)于2012-04-15）.
85. ↑  Arndt & Haenel 2006，第17頁“39 digits of {\displaystyle \pi } are sufficient to calculate the volume of the universe to the nearest atom.”（中文：39位{\displaystyle \pi }已足以计算宇宙到其最近的原子的体积了。）
鉴于人们需要一些额外的数位来解决捨入誤差的问题，阿恩特称几百位小数足以应付任何科学计算。
86. ↑  Schudel, Matt. . The Washington Post. 2009-03-25: B5.
87. ↑  Connor, Steve. . The Independent (London). 2010-01-08  [2012-04-14]. （原始内容存档于2012-04-02）.
88. ↑  Eymard & Lafon 1999，第254頁
89. ↑  Fabrice Bellard. . www.semanticscholar.org. 2010-02-11  [2017-04-10].
90. 1 2  . www.numberworld.org.   [2012-05-30]. （原始内容存档于2014-01-01）.
91. ↑  PSLQ即Partial Sum of Least Squares，偏最小二乘和。
92. ↑  Plouffe, Simon.  (PDF). 2006-04  [2009-04-10]. （原始内容存档 (PDF)于2012-01-14）.
93. ↑  苏淳,  2nd, 北京: 科学出版社: 41, 2010
94. ↑  苏淳,  2nd, 北京: 科学出版社: 34–35,41, 2010
95. ↑  Posamentier & Lehmann 2004，第105頁
96. ↑  Weisstein, Eric W. (编). . at MathWorld--A Wolfram Web Resource. Wolfram Research, Inc.  [2016-09-18]. （原始内容存档于2016-11-18） （英语）.
97. ↑  Grünbaum, B., , Trans. Amer. Math. Soc., 1960, 95: 451–465
98. ↑  Posamentier & Lehmann 2004，第105–108頁
99. 1 2  Gibbons, Jeremy, "Unbounded Spigot Algorithms for the Digits of Pi" （页面存档备份，存于）, 2005. Gibbons produced an improved version of Wagon's algorithm.
100. ↑  Rabinowitz, Stanley; Wagon, Stan. . American Mathematical Monthly. 1995-03, 102 (3): 195–203. doi:10.2307/2975006. A computer program has been created that implements Wagon's spigot algorithm in only 120 characters of software.
101. ↑  Bailey, David H; Borwein, Peter B; and Plouffe, Simon.  (PDF). Mathematics of Computation. 1997-04, 66 (218): 903–913  [2016-09-13]. doi:10.1090/S0025-5718-97-00856-9. （原始内容存档 (PDF)于2012-07-22）.
102. ↑  Arndt & Haenel 2006，第128頁。普勞夫有找到十進制的位數萃取演算法，但其速度比完整計算之前所有位數要慢。
103. ↑  Bellards formula in: Bellard, Fabrice. .   [2007-10-27]. （原始内容存档于2007-09-12）.
104. ↑  Palmer, Jason. . BBC News. 2010-09-16  [2011-03-26]. （原始内容存档于2011-03-17）.
105. ↑  Weisstein, Eric W. (编). . at MathWorld--A Wolfram Web Resource. Wolfram Research, Inc. （英语）.
106. 1 2  Ayers 1964，第60頁
107. 1 2  Bronshteĭn & Semendiaev 1971，第210–211頁
108. ↑  Michael Spivak,  3, Publish or Perish Press, 1999; Chapter 6.
109. ↑  Kobayashi, Shoshichi; Nomizu, Katsumi,  Vol. 2 New, Wiley Interscience: 293, 1996; Chapter XII Characteristic classes
110. ↑  H. M. Schey (1996) Div, Grad, Curl, and All That: An Informal Text on Vector Calculus, ISBN 0-393-96997-5.
111. ↑  Yeo, Adrian, The pleasures of pi, e and other interesting numbers, World Scientific Pub., 2006, p 21, ISBN 978-981-270-078-0.

Ehlers, Jürgen, Einstein's Field Equations and Their Physical Implications, Springer, 2000, p 7, ISBN 978-3-540-67073-5.
112. ↑  Lars Ahlfors, , McGraw-Hill: 115, 1966
113. ↑  Weisstein, Eric W. (编). . at MathWorld--A Wolfram Web Resource. Wolfram Research, Inc. （英语）.
114. ↑  Joglekar, S. D., Mathematical Physics, Universities Press, 2005, p 166, ISBN 978-81-7371-422-1.
115. ↑  Bronshteĭn & Semendiaev 1971，第191–192頁
116. ↑  埃米爾·阿廷, , Athena series; selected topics in mathematics 1st, Holt, Rinehart and Winston, 1964
117. ↑  Lawrence Evans, , AMS: 615, 1997。
118. ↑  Bronshteĭn & Semendiaev 1971，第190頁
119. ↑  Benjamin Nill; Andreas Paffenholz, , Advances in Geometry, 2014, 14 (4): 579–586, ISSN 1615-7168, arXiv:1205.1270 , doi:10.1515/advgeom-2014-0001
120. ↑  此理论由Ernesto Cesàro于1881年证明. For a more rigorous proof than the intuitive and informal one given here, see Hardy, G. H., An Introduction to the Theory of Numbers, Oxford University Press, 2008, ISBN 978-0-19-921986-5, theorem 332.
121. ↑  Ogilvy, C. S.; Anderson, J. T., Excursions in Number Theory, Dover Publications Inc., 1988, pp. 29–35, ISBN 0-486-25778-9.
122. ↑  Vladimir Platonov; Andrei Rapinchuk, , Academic Press: 262&endash;265, 1994
123. ↑  Sondow, J., , Proc. Amer. Math. Soc., 1994, 120: 421–424, doi:10.1090/s0002-9939-1994-1172954-7
124. ↑  T. Friedmann; C.R. Hagen. . Journal of Mathematical Physics. 2015, 56 (11). arXiv:1510.07813 . doi:10.1063/1.4930800.
125. ↑  Tate, John T., , , Thompson, Washington, D.C.: 305–347, 1950, ISBN 978-0-9502734-2-6, MR 0217026
126. ↑  H Dym; H P McKean, , Academic Press, 1972; Chapter 4
127. 1 2  Mumford, David, , Boston: Birkhauser: 1–117, 1983, ISBN 3-7643-3109-7
128. ↑  Sidney Port; Charles Stone, , Academic Press: 29, 1978
129. ↑    - Titchmarsh, E,  2nd, Oxford University: Clarendon Press, 19481986, ISBN 978-0-8284-0324-5.
130. ↑  Stein, Elias, , Princeton University Press, 1970; Chapter II.
131. 1 2  Klebanoff, Aaron.  (PDF). Fractals. 2001, 9 (4): 393–402  [2012-04-14]. doi:10.1142/S0218348X01000828. （原始内容 (PDF)存档于2012-04-06）.
132. ↑  Peitgen, Heinz-Otto, Chaos and fractals: new frontiers of science, Springer, 2004, pp. 801–803, ISBN 978-0-387-20229-7.
133. ↑  Halliday, David; Resnick, Robert; Walker, Jearl, Fundamentals of Physics, 5th Ed., John Wiley & Sons, 1997, p 381, ISBN 0-471-14854-7.
134. ↑  Imamura, James M. . University of Oregon. 2005-08-17  [2007-09-09]. （原始内容存档于2007-10-12）.
135. ↑  C. Itzykson, J-B. Zuber, Quantum Field Theory, McGraw-Hill, 1980.
136. ↑  Low, Peter, Classical Theory of Structures Based on the Differential Equation, CUP Archive, 1971, pp 116–118, ISBN 978-0-521-08089-7.
137. ↑  Batchelor, G. K., An Introduction to Fluid Dynamics, Cambridge University Press, 1967, p 233, ISBN 0-521-66396-2.
138. ↑  Hans-Henrik Stølum. . Science. 1996-03-22, 271 (5256): 1710–1713. Bibcode:1996Sci...271.1710S. doi:10.1126/science.271.5256.1710.
139. ↑  Posamentier & Lehmann 2004，第140–141頁
140. ↑  . Guinness World Records.   [2016-09-13]. （原始内容存档于2016-02-14）.
141. ↑  Otake, Tomoko. . The Japan Times. 2006-12-17  [2007-10-27]. （原始内容存档于2013-08-18）.
142. ↑  Raz, A.; Packard, M. G. . Neurocase. 2009, 15: 361–372. PMC 4323087 . PMID 19585350. doi:10.1080/13554790902776896.
143. ↑  Keith, Mike. .   [2009-07-29]. （原始内容存档于2009-01-18）.
144. ↑  Keith, Michael. . Vinculum Press. 2010-02-17. ISBN 978-0963009715.
145. ↑  Pickover, Clifford A., , Wiley & Sons: 59, 1995, ISBN 9780471118572
146. ↑  Peterson, Ivars, , MAA spectrum, Mathematical Association of America: 17, 2002  [2017-12-08], ISBN 9780883855379, （原始内容存档于2017-02-01）
147. ↑  BBC, ,   [2016-09-13], （原始内容存档于2014-12-23）, showing a visualization of the historically first exact formula, starting at 35 min and 20 sec into the second part of the documentary.
148. ↑  Posamentier & Lehmann 2004，第118頁
149. ↑  Arndt & Haenel 2006，第14頁这部分情节在改编的电影《超時空接觸》中省略。
150. ↑  Gill, Andy. . The Independent. 2005-11-04  [2016-09-13]. （原始内容存档于2006-10-15）. the almost autistic satisfaction of the obsessive-compulsive mathematician fascinated by 'Pi' (which affords the opportunity to hear Bush slowly sing vast chunks of the number in question, several dozen digits long)
151. ↑  . PI DAY. 2008  [2016-09-13]. （原始内容存档于2013-07-04）.
152. ↑  . MIT.   [2012-04-12]. （原始内容存档于2009-01-19）.
153. ↑  . USAToday.com. 2015-03-14  [2015-03-14]. （原始内容存档于2015-03-15）.
154. ↑  . FinancialPost.com. Reuters. 2011-07-05  [2011-08-16]. （原始内容存档于2011-08-09）.
155. ↑  Eagle, Albert. . Galloway and Porter, Ltd. 1958: ix.
156. ↑  Sequence A019692
157. ↑  Abbott, Stephen. . Math Horizons. 2012-04, 19 (4). ISSN 1072-4117. doi:10.4169/mathhorizons.19.4.34 （英语）.
158. ↑  Palais, Robert. . The Mathematical Intelligencer. 2001-01, 23 (3). ISSN 0343-6993. doi:10.1007/BF03026846 （英语）.
159. ↑  . Light Years - CNN. 2012-06-28  [2012-06-28]. （原始内容存档于2013-01-12）.
160. ↑  . Telegraph India. 2011-06-30  [2016-09-13]. （原始内容存档于2013-07-13）.
161. ↑  Posamentier & Lehmann 2004，第36–37頁
162. ↑  Hallerberg, Arthur E. . Mathematics Magazine. 1977-05, 50 (3). ISSN 0025-570X. doi:10.1080/0025570X.1977.11976632 （英语）.

## 延伸閱讀
- Blatner, David. . Walker & Company. 1999. ISBN 978-0-8027-7562-7.
- Borwein, Jonathan; Borwein, Peter. . SIAM Review. 1984, 26 (3): 351–365. doi:10.1137/1026073.
- Borwein, Jonathan; Borwein, Peter; Bailey, David H. . The American Mathematical Monthly. 1989, 96 (3): 201–219. JSTOR 2325206. doi:10.2307/2325206.
- Chudnovsky, David V. and Chudnovsky, Gregory V., "Approximations and Complex Multiplication According to Ramanujan", in Ramanujan Revisited (G.E. Andrews et al. Eds), Academic Press, 1988, pp 375–396, 468–472
- Cox, David A., "The Arithmetic-Geometric Mean of Gauss", L' Ensignement Mathematique, 30(1984) 275–330
- Delahaye, Jean-Paul, "Le Fascinant Nombre Pi", Paris: Bibliothèque Pour la Science (1997) ISBN 2902918259
- Engels, Hermann. . Historia Mathematica. 1977, 4 (2): 137–140. doi:10.1016/0315-0860(77)90104-5.
- Euler, Leonhard, "On the Use of the Discovered Fractions to Sum Infinite Series", in Introduction to Analysis of the Infinite. Book I, translated from the Latin by J. D. Blanton, Springer-Verlag, 1964, pp 137–153
- Hardy, G. H. and Wright E. M., An Introduction to the Theory of Numbers first published 1938, fifth Edition 1979 with additions 2000, Clarendon Press, Oxford U.K.
- Heath, T. L., The Works of Archimedes, Cambridge, 1897; reprinted in The Works of Archimedes with The Method of Archimedes, Dover, 1953, pp 91–98
- Huygens, Christiaan, "De Circuli Magnitudine Inventa", Christiani Hugenii Opera Varia I, Leiden 1724, pp 384–388
- Lay-Yong, Lam; Tian-Se, Ang. . Historia Mathematica. 1986, 13 (4): 325–340. doi:10.1016/0315-0860(86)90055-8.
- Lindemann, Ferdinand. . Mathematische Annalen. 1882, 20 (2): 213–225  [2016-09-13]. doi:10.1007/bf01446522. （原始内容存档于2015-01-22）.
- Matar, K. Mukunda; Rajagonal, C. . Journal of the Bombay Branch of the Royal Asiatic Society. 1944, 20: 77–82.
- Niven, Ivan, "A Simple Proof that pi Is Irrational", Bulletin of the American Mathematical Society, 53:7 (July 1947), 507
- Ramanujan, Srinivasa, "Modular Equations and Approximations to π", Quarterly Journal of Pure and Applied Mathematics, XLV, 1914, 350–372. Reprinted in G.H. Hardy, P.V. Seshu Aiyar, and B. M. Wilson (eds), Srinivasa Ramanujan: Collected Papers, 1927 (reprinted 2000), pp 23–29
- Shanks, William（英语：William Shanks）, Contributions to Mathematics Comprising Chiefly of the Rectification of the Circle to 607 Places of Decimals, 1853, pp. i–xvi, 10
- Shanks, Daniel; Wrench, John William. . Mathematics of Computation. 1962, 16 (77): 76–99. doi:10.1090/s0025-5718-1962-0136051-9.
- Tropfke, Johannes, Geschichte Der Elementar-Mathematik in Systematischer Darstellung (The history of elementary mathematics), BiblioBazaar, 2009 (reprint), ISBN 978-1-113-08573-3
- Viete, Francois, Variorum de Rebus Mathematicis Reponsorum Liber VII. F. Viete, Opera Mathematica (reprint), Georg Olms Verlag, 1970, pp 398–401, 436–446
- Wagon, Stan（英语：Stan Wagon）, "Is Pi Normal?", The Mathematical Intelligencer, 7:3(1985) 65–67
- Wallis, John, Arithmetica Infinitorum, sive Nova Methodus Inquirendi in Curvilineorum Quadratum, aliaque difficiliora Matheseos Problemata, Oxford 1655–6. Reprinted in vol. 1 (pp 357–478) of Opera Mathematica, Oxford 1693
- Zebrowski, Ernest, A History of the Circle: Mathematical Reasoning and the Physical Universe, Rutgers University Press, 1999, ISBN 978-0-8135-2898-4

## 外部連結
- 中的“Digits of Pi”
- Wolfram Mathworld上的「Pi」（页面存档备份，存于）
- Wolfram Alpha上的Representations of Pi（页面存档备份，存于）
- Pi搜尋引擎 （页面存档备份，存于）：可搜尋π、√2和e的20億位
- Eaves, Laurence. . Sixty Symbols. Brady Haran for the University of Nottingham. 2009  [2016-09-13]. （原始内容存档于2020-07-06）.
- Grime, Dr. James. . Numberphile. Brady Haran. 2014  [2016-09-13]. （原始内容存档于2020-12-12）.
- Demonstration by Lambert (1761) of irrationality of π, online（页面存档备份，存于） and analyzed BibNum（页面存档备份，存于） (PDF).
- 尋找π值的計畫 （页面存档备份，存于）
- 前1.2百萬位中的部分資料
- 將π前一萬位化作音樂旋律 （页面存档备份，存于）
- SuperPI（页面存档备份，存于） 計算π值的軟體，電腦硬體玩家常用來測試電腦運算速度（日文）
- 計算圓周率
- PiFast （页面存档备份，存于） 個人電腦上最快的計算π值軟體，是個人電腦計算π值紀錄保持軟體。
- 用大炮求圓周率 （页面存档备份，存于）：以蒙特卡羅演算法，利用圓的面積求圓周率。
- 展示将π值计算到10万位的网站 （页面存档备份，存于）